# Mond
Der Mond (mittelhochdeutsch mâne; lateinisch luna) ist der derzeit einzige bekannte natürliche Satellit der Erde. Weil die Trabanten anderer Planeten des Sonnensystems im übertragenen Sinn meist ebenfalls als Monde bezeichnet werden, spricht man zur Vermeidung von Verwechslungen mitunter vom Erdmond.
Der Mond ist mit einem Durchmesser von etwa 3475 km der fünftgrößte bekannte Mond des Sonnensystems. Im Verhältnis zu seinem Zentralkörper (über ein Viertel des Erddurchmessers) ist er sogar der größte. Das Erde-Mond-System gilt nicht nur deshalb als besonders, sondern auch wegen der Entstehung des Mondes durch die Kollision der Protoerde mit einem anderen, etwa marsgroßen Protoplaneten (Theia). Von den mehr als 400 bekannten Monden des Sonnensystems, die Planeten umkreisen, ist er vermutlich der einzige, der durch eine solche Großkollision entstanden ist.
Der Mond umkreist die Erde in einem mittleren Abstand von nur rund 384.400 Kilometern (etwa 30 Erddurchmesser). Aufgrund seiner Nähe ist er der am besten erforschte fremde Himmelskörper, und auch der bisher einzige, den Menschen betreten haben (zwölf US-Amerikaner zwischen 1969 und 1972).

## Etymologie
Die gemeingermanische Bezeichnung des Himmelskörpers ist im Mittelhochdeutschen mān[e] und im Althochdeutschen māno. Sie geht zurück auf die grundsprachliche Form *mēnōt- „Mond; Mondwechsel, Monat“, von grundsprachlich *mē(n)s-, ableitbar vom Verbalstamm *mē- (der sich auch in Deutsch „messen“ und Lateinisch mensis „Monat“, ursprünglich „Mondmonat“, findet).
Sein astronomisches Symbol ☾ ist die nach rechts offene (abnehmende) Mondsichel, wie sie als Mondphase von der Nordhalbkugel der Erde aus gesehen im letzten Viertel erscheint.

## Umlaufbahn

### Scheinbare Bewegung
Der Mond umkreist die Erde bezüglich der Fixsterne in durchschnittlich 27 Tagen, 7 Stunden und 43,7 Minuten. Er umläuft von Westen nach Osten die Erde im gleichen Drehsinn, mit dem die Erde um ihre Achse rotiert. Er umkreist für einen irdischen Beobachter die Erde wegen ihrer viel schnelleren Rotation scheinbar an einem Tag – wie auch die Sonne, die Planeten und die Fixsterne – und geht wie diese im Osten auf und im Westen unter. Der Mond bewegt sich vor dem Hintergrund der Fixsterne im prograden (rechtläufigen) Drehsinn der Erdrotation, so dass sein scheinbarer Erdumlauf etwa 50 Minuten länger als 24 Stunden dauert. Dies addiert sich in einem Monat zu einem ganzen Tag, da der Mond in dieser Zeit tatsächlich die Erde einmal umläuft.
Die scheinbaren Bahnen von Mond und Sonne liegen ähnlich, da die Mondbahn nur geringfügig (derzeit 5,2°) gegen die Ekliptik geneigt ist. Der Mond steht für einen Beobachter auf der Nordhalbkugel über 5,2° nördlich des Wendekreises (d. h. bei einer geografischen Breite über 28,6°) bei seinem täglichen Höchststand (Kulmination) immer im Süden, für einen Beobachter auf der Südhalbkugel südlicher als −28,6° immer im Norden (für die Sonne beträgt der analoge Winkel 23,4° – die Breite der Wendekreise). Diese ±28,6° sind der Maximalwert. Dieser Wert schwankt in einem 18-jährigen Zyklus zwischen dem Minimum 18,3° und dem Maximum 28,6°, weil die Lage der Mondbahn (bei fast konstanter Bahnneigung von 5,2°) langsam gegenüber der Ekliptik rotiert, was von der Präzession (Kreiselbewegung) der Mondbahnebene infolge der Erdabplattung von 0,3 % verursacht wird.
Die scheinbare Größe des Mondes aus Erdsicht schwankt entfernungsabhängig zwischen 29,4′ und 33,5′ um einen Mittelwert von knapp 32′ (Winkelminuten), etwa 0,5°. Die Größe der Sonnenscheibe schwankt zwischen 31,5′ bis 32,5′ um einen ähnlichen Mittelwert, da die im Durchmesser rund vierhundertmal größere Sonne ungefähr vierhundertmal weiter als der Mond entfernt ist. Bei geeigneter Konstellation kann der Mond daher die Sonne vollständig verdecken und eine totale Sonnenfinsternis auslösen.

### Bahngestalt
Die Bahn des Mondes um die Erde ist etwa kreisförmig, genauer elliptisch. In einem der beiden Brennpunkte der Ellipse befindet sich nicht der Erdmittelpunkt, sondern der gemeinsame Schwerpunkt, das Baryzentrum. Der mittlere Abstand des Schwerpunktes des Mondes vom Baryzentrum – die große Halbachse der Ellipse – misst 383.399 km, etwa 60 Erdradien. Der Erdmittelpunkt ist weniger als einen Erdradius vom Baryzentrum entfernt; das Baryzentrum liegt im Erdmantel. Der Abstand des Baryzentrums vom Mittelpunkt der Ellipse, ihre Exzentrizität, beträgt im Mittel 21.296 km oder 5,55 % der großen Halbachse. Um so viel ist der erdnächste Punkt der Bahn, das Perigäum, näher bzw. der erdfernste Punkt, das Apogäum, weiter als die große Halbachse vom Baryzentrum entfernt.
Der Mond umläuft zusammen mit der Erde die Sonne, durch die Bewegung um die Erde pendelt der Mond jedoch um eine gemeinsame Ellipsenbahn. Die Variation der Gravitation während dieser Pendelbewegung führt zusammen mit geringeren Störungen durch die anderen Planeten zu Abweichungen von einer exakten Keplerellipse um die Erde.
Die Durchgänge des Mondes durch die Bahnebene der Erde (die Ekliptik) nennt man Mondknoten (oder Drachenpunkte). Der aufsteigende Knoten ist der Übergang auf die Nordseite der Ekliptik, der absteigende markiert den Übergang auf die südliche Seite. Der erdnächste Punkt der Bahn wird nicht nach genau einem Umlauf (relativ zu den Fixsternen) des Mondes wieder erreicht. Durch diese Apsidendrehung umläuft das Perigäum die Erde in 8,85 Jahren. Auch zwei aufsteigende Knotendurchgänge erfolgen nicht exakt nach einem Umlauf, sondern bereits nach kürzerer Zeit. Die Mondknoten umlaufen die Erde folglich retrograd, das heißt gegen die Umlaufrichtung des Mondes in 18,61 Jahren. Wenn ein Knotendurchgang mit Neumond zusammenfällt, kommt es zu einer Sonnenfinsternis, und falls der Knotendurchgang mit Vollmond zusammenfällt, kommt es zu einer Mondfinsternis.
Dieser Zyklus führt auch zu den Mondwenden: Der Aufgangsort des Mondes am Horizont schwankt während eines Monats zwischen einem südlichsten und einem nördlichsten Punkt hin und her, so wie es auch bei der Sonne im Verlauf eines Jahres der Fall ist (vgl. Nidsigend und obsigend). Im Laufe des Zeitraumes von 18,61 Jahren verändert sich die Spanne zwischen diesen beiden Extrempunkten in ihrem Abstand: Der Zeitpunkt (zuletzt im Jahre 2006), an dem diese Punkte am weitesten auseinanderliegen, heißt große Mondwende, der des geringsten Abstandes kleine Mondwende. In der frühzeitlichen Astronomie spielten diese Mondwenden eine wichtige Rolle.

Maßstabsgetreue Darstellung von Größen und Abständen im Erde-Mond-System. Die gelbe Linie verdeutlicht die Schwankung des Erde-Mond-Abstandes während eines Mondumlaufes, die grüne Linie entspricht dem Abstand vom Erdmittelpunkt zum Schwerpunkt des Erde-Mond-Systems.

### Bahnperiode

Animierte Fotoserie von Aufnahmen der Weltraumsonde DSCOVR vom 16. Juli 2015. Die Aufnahmen zeigen die sonnenbeschienene, von der Erde aus nicht sichtbare Mondrückseite bei einem Transit des Mondes zwischen der Erde und der Sonde.

Die Dauer eines Bahnumlaufs des Mondes, den Monat (von „Mond“), kann man nach verschiedenen Kriterien festlegen, die jeweils unterschiedliche Aspekte abdecken.
- Nach einem synodischen Monat (29,53 d; Periode der Mondphasen) erreicht der Mond wieder die gleiche Stellung zur Sonne (von der Erde aus beobachtet). Dieser Monatsbegriff entspricht dem landläufigen Verständnis von Monat, da er die Zeitspanne von Neumond zu Neumond bezeichnet (für einen Beobachter auf dem Mond von Mittag zu Mittag).
- Nach einem siderischen Monat (27,32 d) nimmt der Mond wieder die gleiche Stellung zu den Fixsternen ein (von der Erde oder vom Mond aus beobachtet).
- Einen drakonitischen Monat (27,21 d) benötigt er, um wieder durch den gleichen Knoten seiner Bahn zu laufen; er ist wichtig für die Sonnen- und Mondfinsternisse.
- Einen anomalistischen Monat (27,56 d) benötigt der Mond von einem Perigäumdurchgang zum nächsten.

Bei diesen Werten handelt es sich um Mittelwerte. Insbesondere die Längen einzelner synodischer Monate schwanken durch die Wanderung der Neumondposition über die Bahnellipse. Die Monatslänge nimmt langsam zu, siehe Abschnitt: Vergrößerung der Umlaufbahn.

### Mondphasen

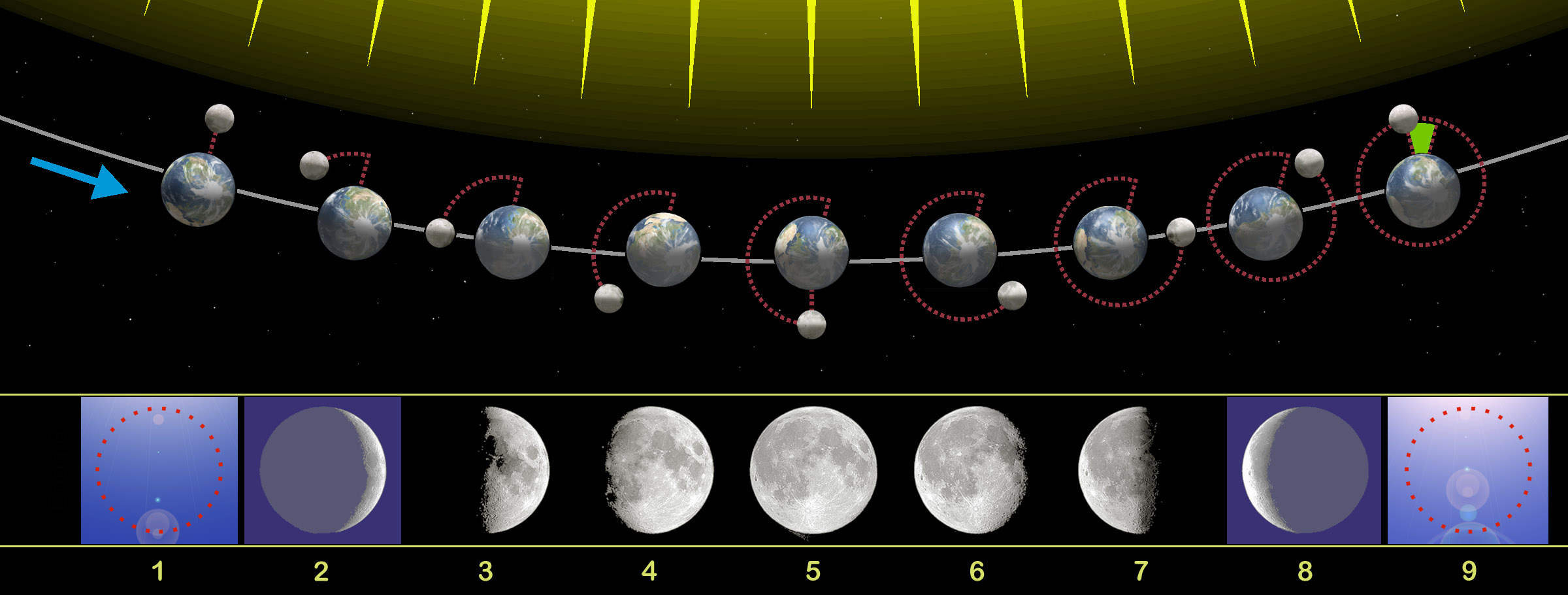
Schematische Darstellung der Mondphasen von Neumond über Vollmond bis zum nächsten Neumond, beim Anblick von der Nordhalbkugel aus. Man beachte, dass wegen des Umlaufs der Erde um die Sonne die jeweiligen Positionen des Mondes auf seiner Bahn um die Erde zu den beiden Neumondphasen nicht identisch sind: Der grün markierte Winkel entspricht dem Unterschied zwischen einem synodischen Monat und einem siderischen Monat.

Von der Erde aus gesehen erscheint der Mond unter einem Winkel von rund einem halben Grad (0,5°), sein scheinbarer Durchmesser schwankt abhängig von der Entfernung zur Erde zwischen 29′ 10″ und 33′ 30″. Für Beobachter auf der Erde ist die voll beleuchtete Mondscheibe damit ungefähr ebenso groß wie die Sonnenscheibe (31′ 28″ bis 32′ 32″), doch verändert sich der Anblick im Laufe eines Monats.
Das Aussehen des Mondes, seine Lichtgestalt, variiert im Laufe seines Bahnumlaufs und durchläuft die Mondphasen:
- Neumond (1 und 9): der Mond läuft zwischen Sonne und Erde durch, verdeckt wegen seiner Bahnneigung die Sonne aber meist nicht,
- zunehmender Mond (2 bis 4): Mondsichel (2) westlich am Abendhimmel sichtbar,
- Vollmond (5): die Erde steht zwischen der Sonne und dem Mond (ohne oder mit Mondfinsternis),
- abnehmender Mond (6 bis 8): Mondsichel (8) östlich am Morgenhimmel sichtbar,
- zunehmender (3) und abnehmender (7) Halbmond (Dichotomie).

Die Zahlen in Klammern beziehen sich auf vorstehende Abbildung. Der Neumond ist von der nahen Sonne überstrahlt, durch Kamerareflexe angedeutet.

### Mondalter
Die Zeitspanne seit dem letzten Neumond wird als Mondalter bezeichnet und in Tagen angegeben. Gezählt wird gewöhnlich ab dem Neumond (= 0) zu Beginn einer Lunation. Zu Vollmond beträgt das Mondalter im Mittel rund 14,8 d, was einem halben synodischen Monat entspricht. Vollmond findet somit meistens am 15. Tag nach Neumond statt. Der aktuelle Vollmondtermin ist damit jedoch nicht genau vorherzusagen, da die Dauer von Lunationen um mehrere Stunden schwankt, denn der Mond bewegt sich unterschiedlich schnell auf seiner Bahn um die Erde und um die Sonne. Bei einer Opposition in Erdnähe (Perigäum) ist das Mondalter zu Vollmond jeweils etwas geringer.

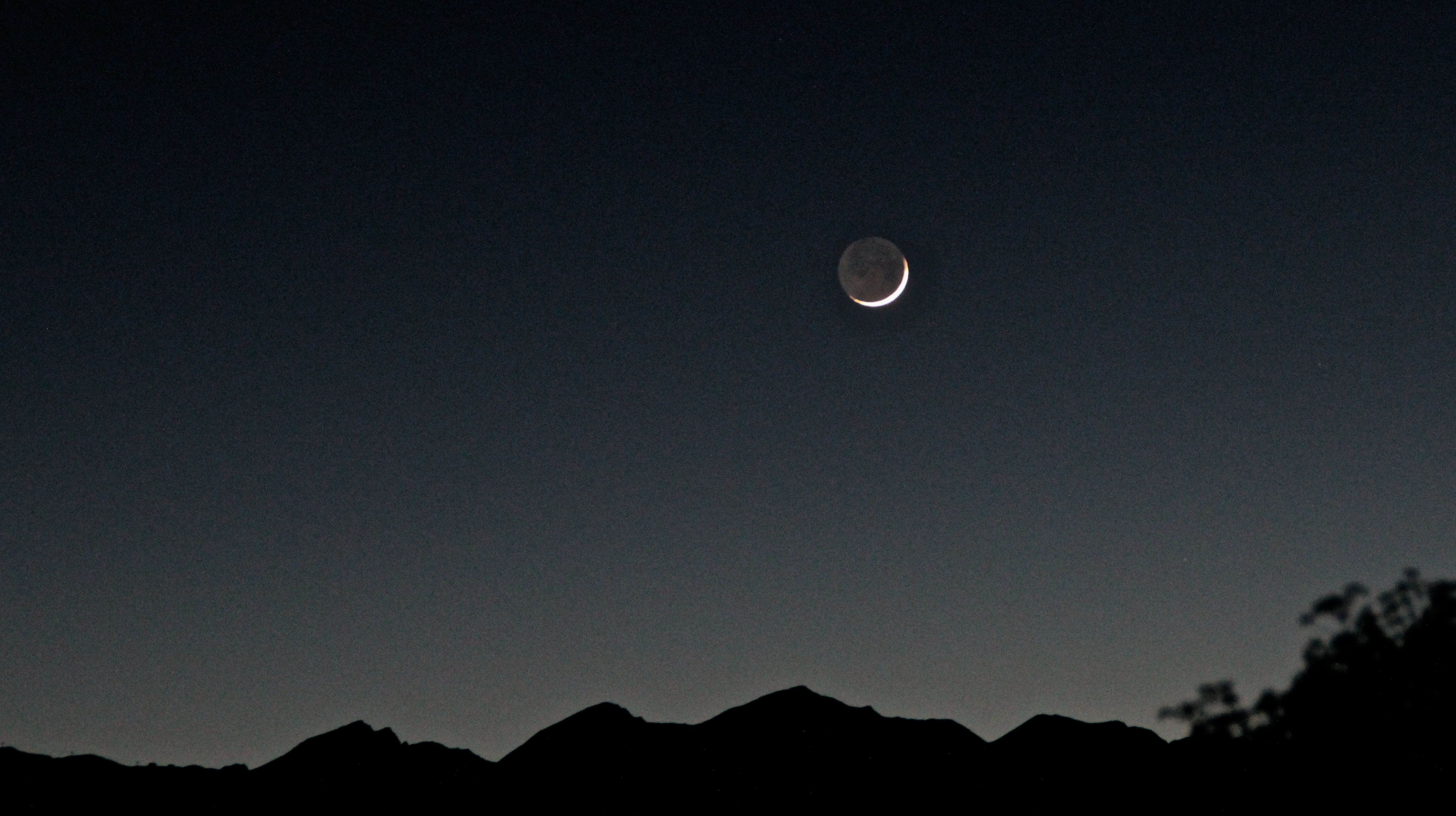
Zunehmende Mondsichel mit aschgrauem Mondlicht

Beim Mondalter 1 oder 2 wird die schmale sichelförmige Lichtgestalt – die Mondsichel – des zunehmenden Mondes am westlichen Abendhimmel tiefstehend kurz vor ihrem Untergang erstmals sichtbar. Dieses Neulicht gilt in einigen religiös geprägten Kalendern als Beginn des Monats.
Die Sichel des zunehmenden, jungen Mondes erscheint dem Betrachter in nördlichen Breiten als nach Süden zu offene, rechts konvex gekrümmte Figur. Als Merkhilfe oder Eselsbrücke können das deutsche z 𝔷 für zunehmend oder die Klammer ) zu dienen. Mit Raumvorstellung wird klar, dass die untergegangene Sonne hier den Mond von rechts beleuchtet.
Einem Betrachter in südlichen Breiten erscheint die Mondsichel gleichen Alters ebenfalls tiefstehend im Westen, doch links konvex gekrümmt. Die offene Seite zeigt in Richtung Norden, wo der Mond den höchsten Stand erreicht wie dort ebenso die Sonne zu Mittag. An Beobachtungsorten in Äquatornähe erscheint die Figur im Westen eher waagrecht „auf dem Rücken“ liegend und nach oben hin offen, da hier der Höhenwinkel einer Kulmination größer ist. Diese Abhängigkeit der scheinbaren Lage der Mondfigur vom Breitengrad spiegelt sich bei der Verwendung einer symbolischen Mondsichel in Form einer Schale („Mondschiffchen“) auf der Staatsflagge einiger äquatornaher Länder wider (Beispiel: Flagge Mauretaniens).

Weg von Sonnenlicht über Erdlicht zu aschgrauem Mondlicht

Die nicht unmittelbar von der Sonne beleuchteten Anteile der erdzugewandten Mondseite sind dabei nie völlig dunkel, denn sie werden durch das von der sonnenbeleuchteten Erde zurückgeworfene Licht – Erdlicht oder Erdschein genannt – erhellt. Dessen Widerschein durch die Reflexion an Stellen der Mondoberfläche wird auch Aschgraues Mondlicht genannt. Es ist am besten in der Dämmerung einige Tage vor oder nach Neumond zu sehen, denn dann stört weder viel Tages- noch Mondlicht, und der Mond hat nahezu „Vollerde“. Seine Ursache wurde schon von Leonardo da Vinci richtig erkannt. Mit einem Fernglas selbst geringer Vergrößerung sind auf den nur durch die Erde beschienenen Mondflächen sogar Einzelheiten erkennbar, denn aufgrund des fast vierfachen Durchmessers und des höheren Rückstrahlungsvermögens (Albedo) der Erde ist die „Vollerde“ rund 50-mal so hell wie der Vollmond, etwa 10 statt 0,2 Lux. Messungen des aschgrauen Mondlichts erlauben Rückschlüsse auf Veränderungen der Erdatmosphäre.
Die ständig erdabgewandte Rückseite des Mondes unterliegt entsprechend versetzt dem Phasenwechsel: Bei Neumond wird sie vom Sonnenlicht vollständig beschienen.
Die beschienene Mondfläche (Überdeckungsgrad) kann angegeben werden mit {\displaystyle {\tfrac {100\;\%}{2}}(1-\cos e)}, wobei {\displaystyle e} die Elongation (also der Winkel zwischen Mond, Erde und Sonne) ist.

### Finsternisse
Okkultationen (Verfinsterungen) treten auf, wenn die Himmelskörper Sonne und Mond mit der Erde auf einer Linie liegen. Dazu kommt es nur bei Vollmond oder Neumond und wenn der Mond sich dann nahe einem der zwei Mondknoten befindet.

#### Mondfinsternis

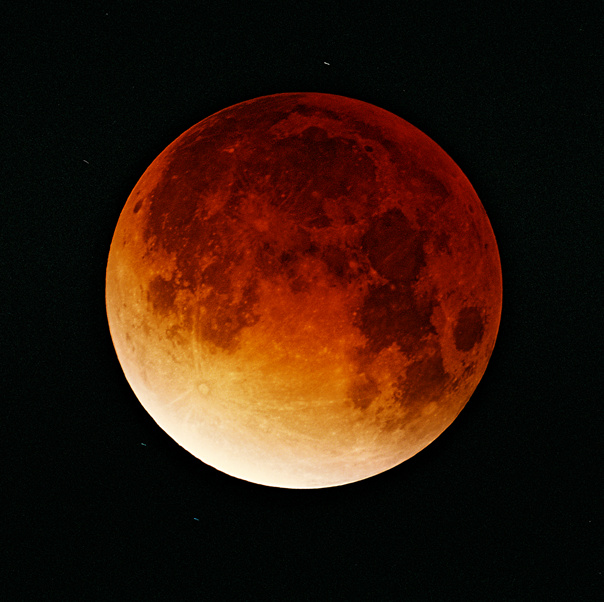
Totale Mondfinsternis am 9. November 2003

Bei einer Mondfinsternis, die nur bei Vollmond auftreten kann, steht die Erde zwischen Sonne und Mond. Eine Mondfinsternis kann auf der gesamten Nachtseite der Erde beobachtet werden und dauert maximal 3 Stunden 40 Minuten.
Man unterscheidet
- die totale Mondfinsternis, bei der der Mond völlig in den Schatten der Erde wandert. Die Totalität dauert maximal etwa 106 Minuten. Bei einer totalen Mondfinsternis sollte wegen der Geometrie der Mond im Kernschatten der Erde liegen. Der Kernschatten sollte theoretisch knapp 1,4 Millionen Kilometer in den Raum reichen, tatsächlich reicht er aber wegen der starken Streuung durch die Erdatmosphäre nur etwa 250.000 km weit. Deshalb wird der Mond auch bei einer totalen Finsternis nicht völlig verdunkelt. Da die Erdatmosphäre die blauen Anteile des Sonnenlichts stärker streut als die roten, erscheint der Mond bei einer totalen Finsternis als dunkle rotbraune Scheibe; daher auch die gelegentliche Bezeichnung „Blutmond“.
- die partielle Mondfinsternis, bei der nur ein Teil des Mondes von der Erde abgeschattet wird, das heißt, ein Teil des Mondes bleibt während der gesamten Finsternis sichtbar.
- die Halbschattenfinsternis, bei der der Mond nur (ganz oder teilweise) in den Halbschatten der Erde eintaucht. Eine Halbschattenfinsternis ist ziemlich unauffällig; nur die Mondseite wird etwas grauer, die dem Kernschatten der Erde am nächsten ist.

Eine Mondfinsternis ist vom Mond aus gesehen eine Sonnenfinsternis. Dabei verschwindet die Sonne hinter der schwarzen Erde. Bei einer totalen Mondfinsternis herrscht auf der ganzen Mondvorderseite totale Sonnenfinsternis, bei einer partiellen Mondfinsternis ist die Sonnenfinsternis auf dem Mond nur in einigen Gebieten total, und bei einer Halbschatten-Mondfinsternis herrscht auf dem Mond partielle Sonnenfinsternis. Auf dem Mond kann keine ringförmige Sonnenfinsternis beobachtet werden, da der scheinbare Durchmesser der Erde im Vergleich zu dem der Sonne viel größer ist. Lediglich wird der Rand der schwarzen Erdscheibe zu einem kupferrot schimmernden Ring, der durch die beschriebene Lichtstreuung in der Erdatmosphäre entsteht und dem Mond auf der Erde seine Farbe verleiht.

#### Sonnenfinsternis

Totale Sonnenfinsternis mit sichtbarer Korona

Bei einer Sonnenfinsternis, die nur bei Neumond auftreten kann, steht der Mond zwischen Sonne und Erde. Eine Sonnenfinsternis kann nur in den Gegenden beobachtet werden, die den Kern- oder Halbschatten des Mondes durchlaufen; diese Gegenden sind meist lange, aber recht schmale Streifen auf der Erdoberfläche.
Man unterscheidet
- die totale Sonnenfinsternis, bei der der Mond die Sonne einige Minuten lang vollständig bedeckt und die Erde den Kernschatten (Umbra) des Mondes durchläuft;
- die partielle Sonnenfinsternis, bei der der Mond die Sonne nicht vollständig bedeckt; der Beobachter befindet sich dabei im Halbschatten (Penumbra) des Mondes;
- die ringförmige Sonnenfinsternis, wenn der Mond durch zu große Erdferne die Sonne nicht ganz abdeckt (siehe auch: Durchgang).

Eine Sonnenfinsternis wird nur vom irdischen Beobachter als solche wahrgenommen. Die Sonne leuchtet natürlich weiter, dagegen liegt die Erde im Schatten des Mondes. Entsprechend zur Mondfinsternis müsste man korrekterweise also von einer Erdfinsternis sprechen.

#### Sarosperiode
Die Sarosperiode kannten bereits die Chaldäer (um etwa 1000 v. Chr.), dabei wiederholen sich Finsternisse nach einem Zeitraum von 18 Jahren und 11 Tagen. Nach 223 synodischen beziehungsweise 242 drakonitischen Monaten (von lateinisch draco, Drache, altes astrologisches Symbol für die Mondknoten, da man dort einen mond- und sonnenfressenden Drachen vermutete) stehen Sonne, Erde und Mond fast wieder gleich zueinander, so dass sich eine Finsternis nach 18 Jahren und 11,33 Tagen erneut ergibt. Die Sarosperiode wird dadurch verursacht, dass bei einer Finsternis sowohl die Sonne als auch der Mond nahe der Knoten der Mondbahn liegen müssen, die in 18 Jahren einmal um die Erde laufen. Thales nutzte die Sarosperiode, die er bei einer Orientreise kennengelernt hatte, für seine Prognose der Sonnenfinsternis vom 28. Mai 585 v. Chr., wodurch die Schlacht am Halys zwischen Lydern und Medern abgebrochen und ihr Krieg beendet wurde.
Ein Saroszyklus ist eine Folge von Sonnen- oder Mondfinsternissen, die jeweils im Abstand einer Sarosperiode aufeinanderfolgen. Da die Übereinstimmung der 223 bzw. 242 Monate nicht exakt ist, reißt ein Saroszyklus etwa nach 1300 Jahren ab. In diesem Zeitraum beginnen aber gleich viele neue Zyklen, und es existieren immer ungefähr 43 gleichzeitige verschachtelte Saroszyklen.

### Vergrößerung der Umlaufbahn
| Art des Drehimpulses | Art des Drehimpulses | Wert in kg·m2·s−1 | Anteil    |
| -------------------- | -------------------- | ----------------- | --------- |
| Gesamtdrehimpuls     | Gesamtdrehimpuls     | 3,49 · 1034       | 100,0 %   |
| Mond                 | Eigendrehimpuls      | 2,33 · 1029       | 0<0,001 % |
| Mond                 | Bahndrehimpuls       | 2,87 · 1034       | 082,2 %   |
| Erde                 | Eigendrehimpuls      | 5,85 · 1033       | 016,8 %   |
| Erde                 | Bahndrehimpuls       | 3,53 · 1032       | 01,0 %    |

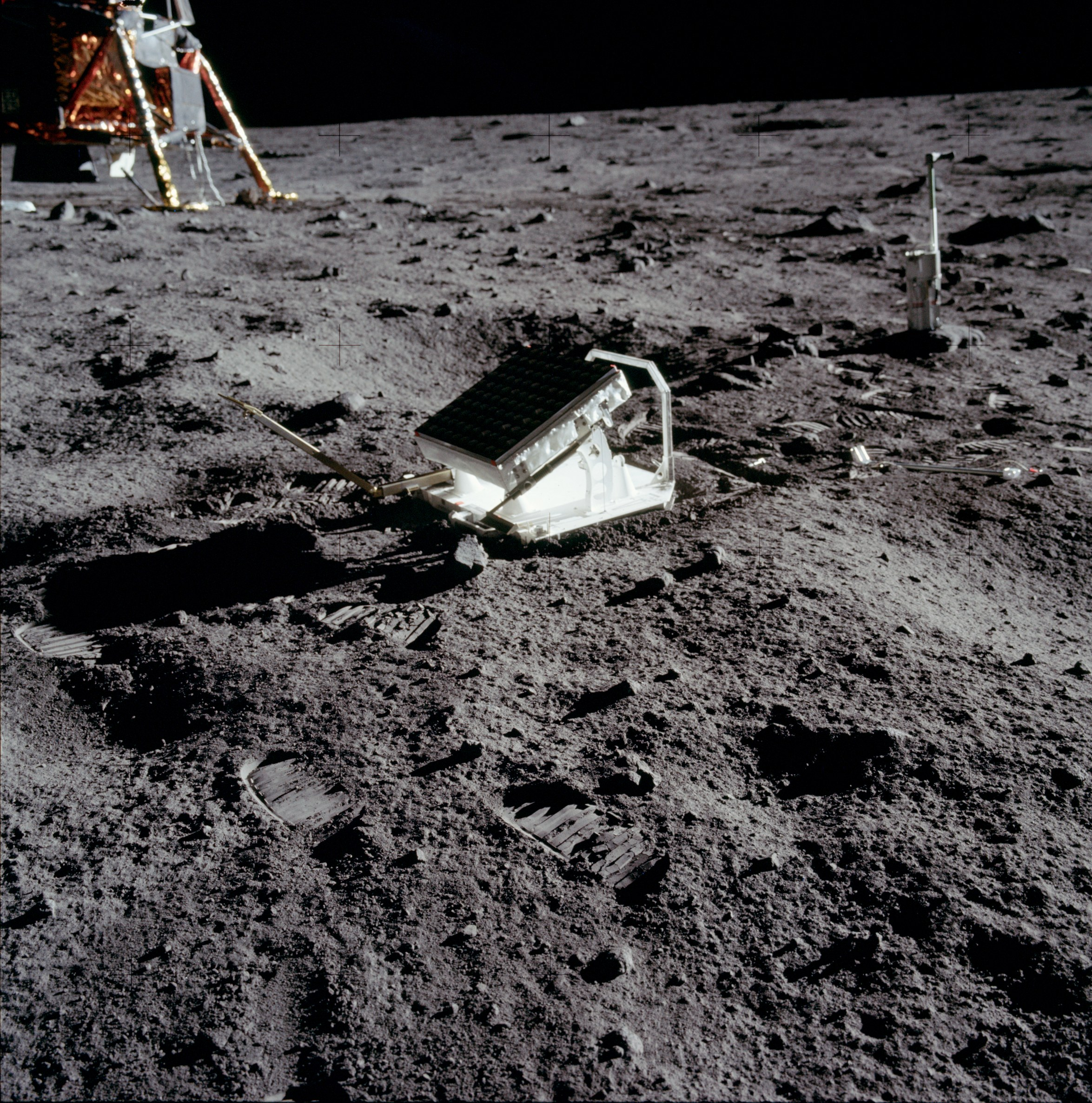
Zur Entfernungsmessung aufgestellter Retroreflektor; im Hintergrund die Landefähre von Apollo 11

Der mittlere Erde-Mond-Abstand wächst aufgrund der Gezeitenreibung jährlich etwa um 3,8 cm (siehe Lunar Laser Ranging). Dabei wird Drehimpuls (hauptsächlich) der Erdrotation in Bahndrehimpuls verwandelt (hauptsächlich des Mondes, siehe Tabelle).

### Rotation und Libration

Simulierte Libration des Mondes

Als der Mond noch flüssig und der Erde viel näher war, bremste umgekehrt das Feld der Erde die Rotation des Mondes schnell bis zur gebundenen Rotation. Seither dreht er sich pro Umlauf genau einmal um die eigene Achse und zeigt uns stets dieselbe Seite. Der gleichmäßigen Rotation ist eine geringe Pendelbewegung überlagert, die sogenannte echte Libration. Der größte Teil der Libration ist jedoch ein nur scheinbares Pendeln, bedingt durch die variable Winkelgeschwindigkeit der Bahnbewegung. Wegen der Libration und der Parallaxe, sprich durch Beobachtung von verschiedenen Punkten etwa bei Mondaufgang und Monduntergang, sind von der Erde aus insgesamt fast 59 % der Mondoberfläche einsehbar bzw. ist von Punkten dieser Fläche aus die Erde zumindest zeitweise sichtbar. Mit der Raumsonde Luna 3 konnte 1959 erstmals auch die Rückseite des Mondes beobachtet werden.

## Physikalische Eigenschaften

### Gestalt
Der mittlere Äquatordurchmesser des Mondes beträgt 3476,2 km und der Poldurchmesser 3472,0 km. Sein mittlerer Durchmesser insgesamt – als volumengleiche Kugel – beträgt 3474,2 km.
Die Gestalt des Mondes gleicht mehr der eines dreiachsigen Ellipsoids als der einer Kugel. An den Polen ist er etwas abgeplattet, und die in Richtung der Erde weisende Äquatorachse ist etwas größer als die darauf senkrecht stehende Äquatorachse. Der Äquatorwulst ist auf der erdabgewandten Seite dabei noch deutlich größer als auf der erdnahen Seite.
In Richtung Erde ist der Durchmesser durch die Gezeitenkraft am größten. Hierbei ist der erdferne Mondradius an dieser Achse größer als der erdnahe. Dies ist überraschend und bis heute nicht schlüssig erklärt. Pierre-Simon Laplace hatte schon 1799 vermutet, dass der Äquatorwulst zur erdabgewandten Seite hin stärker ausgebildet ist und die Bewegung des Mondes beeinflusst und dass diese Form nicht einfach ein Ergebnis der Drehung des Mondes um die eigene Rotationsachse sein kann. Seitdem rätseln Mathematiker und Astronomen, wie der Mond diese Ausbuchtung gebildet und behalten hat, nachdem sein Magma erstarrt war.

### Atmosphäre
| Druck         | 3 · 10−10 Pa |
| Helium        | 25 %         |
| Neon          | 25 %         |
| Wasserstoff   | 23 %         |
| Argon         | 20 %         |
| CH4, NH3, CO2 | Spuren       |

Der Mond hat keine Atmosphäre im eigentlichen Sinn – der Mondhimmel ist zum Beispiel nicht blau –, sondern nur eine Exosphäre. Sie besteht zu etwa gleichen Teilen aus Helium, Neon, Wasserstoff und Argon und hat ihren Ursprung in eingefangenen Teilchen des Sonnenwindes. Ein sehr kleiner Teil entsteht auch durch Ausgasungen aus dem Mondinneren, wobei insbesondere 40Ar, das durch Zerfall von 40K im Mondinneren entsteht, von Bedeutung ist. Allerdings wird ein Teil dieses 40Ar durch den Sonnenwind wieder auf die Mondoberfläche zurückgetrieben und dort in die obersten Partikel des Regoliths implantiert. Da 40K früher häufiger war und damit mehr 40Ar ausgaste, kann durch Messung des 40Ar/36Ar-Verhältnisses von Mondmaterial bestimmt werden, zu welcher Zeit es exponiert war. Es besteht ein Gleichgewicht zwischen der Implantation und thermischem Entweichen.

### Oberflächentemperatur
Aufgrund der langsamen Rotation des Mondes und seiner nur äußerst dünnen Gashülle gibt es auf der Mondoberfläche zwischen der Tag- und der Nachtseite sehr große Temperaturunterschiede. Mit der Sonne im Zenit steigt die Temperatur auf etwa 130 °C und fällt in der Nacht auf etwa −160 °C. Die Durchschnittstemperatur über die gesamte Oberfläche beträgt 218 K = −55 °C. In manchen Gebieten gibt es lokale Anomalien, in Form von einer etwas höheren oder auch etwas niedrigeren Temperatur an benachbarten Stellen. Krater, deren Alter als relativ jung angesehen wird, wie zum Beispiel Tycho, sind nach Sonnenuntergang etwas wärmer als ihre Umgebung. Wahrscheinlich können sie durch eine dünnere Staubschicht die während des Tages aufgenommene Sonnenenergie besser speichern. Andere positive Temperaturanomalien gründen eventuell auf örtlich etwas erhöhter Radioaktivität.

### Masse
Die Bestimmung der Mondmasse kann über das newtonsche Gravitationsgesetz erfolgen, indem die Bahn eines Körpers im Gravitationsfeld des Mondes untersucht wird. Eine recht gute Näherung für die Mondmasse erhält man bereits, wenn man das Erde-Mond-System als reines Zweikörperproblem betrachtet.
Erde und Mond stellen in erster Näherung ein Zweikörpersystem dar, wobei beide Partner ihren gemeinsamen Schwerpunkt {\displaystyle S} umkreisen. Beim Zweikörpersystem aus Erde und Sonne fällt dieser Schwerpunkt praktisch mit dem Sonnenmittelpunkt zusammen, da die Sonne sehr viel massereicher als die Erde ist. Bei Erde und Mond ist der Massenunterschied jedoch nicht so groß, daher liegt der Erde-Mond-Schwerpunkt nicht im Zentrum der Erde, sondern deutlich davon entfernt (aber noch innerhalb der Erdkugel). Bezeichnet man nun mit {\displaystyle r_{1}} den Abstand des Erdmittelpunkts und mit {\displaystyle r_{2}} den Abstand des Mondmittelpunkts vom Schwerpunkt {\displaystyle S}, folgt aus der Definition des Schwerpunkts
{\displaystyle {\frac {r_{1}}{r_{2}}}={\frac {m}{M}}},
dass das Massenverhältnis von Erde M zu Mond m gerade dem Verhältnis von {\displaystyle r_{1}} zu {\displaystyle r_{2}} entspricht. Somit geht es nur darum, wie groß {\displaystyle r_{1}} und {\displaystyle r_{2}} sind – also wo sich der Schwerpunkt des Systems befindet.
Ohne den Mond und dessen Schwerkraft durchliefe die Erde eine elliptische Bahn um die Sonne. Tatsächlich bewegt sich der Schwerpunkt des Erde-Mond-Systems auf einer elliptischen Bahn. Die Rotation um den gemeinsamen Schwerpunkt erzeugt eine leichte Welligkeit in der Erdbahn, die eine kleine Verschiebung der von der Erde aus gesehenen Position der Sonne verursacht. Aus der gemessenen Größe dieser Verschiebung wurde {\displaystyle r_{1}} zu etwa 4670 km berechnet, also etwa 1700 km unter der Erdoberfläche (der Radius der Erde beträgt 6378 km). Da der Mond keine genaue Kreisbahn um die Erde beschreibt, berechnet man {\displaystyle r_{2}} über die mittlere große Halbachse abzüglich {\displaystyle r_{1}}. Es gilt also {\displaystyle r_{2}} = 384.400 km − 4670 km = 379.730 km. Damit ergibt sich für das Massenverhältnis
{\displaystyle {\frac {r_{1}}{r_{2}}}\approx {\frac {1}{81{,}3}}.}
Die Masse des Mondes beträgt daher etwa 1⁄81 der Masse der Erde. Durch Einsetzen der Erdmasse M ≈ 5,97 · 1024 kg ergibt sich die Masse des Mondes zu
{\displaystyle m\approx {\frac {M}{81{,}3}}\approx 7{,}34\cdot 10^{22}{\text{ kg}}}.
Genauere Messungen vor Ort ergaben einen Wert von m ≈ 7,349 · 1022 kg (73,5 Trillionen Tonnen).

### Magnetfeld des Mondes

#### Allgemeines
Die Analyse des Mondbrockens Troctolite 76535, der mit der Mission Apollo 17 zur Erde gebracht wurde, deutet auf ein früheres dauerhaftes Magnetfeld des Erdmondes und damit auf einen ehemals oder immer noch flüssigen Kern hin. Jedoch hat der Mond inzwischen kein Magnetfeld mehr.

#### Lokale Magnetfelder

##### Interaktion mit dem Sonnenwind
Der Sonnenwind und das Sonnenlicht lassen auf der sonnenzugewandten Mondseite Magnetfelder entstehen. Dabei werden Ionen und Elektronen aus der Oberfläche freigesetzt. Diese wiederum beeinflussen den Sonnenwind.

##### Magcons
Die seltenen „Mondwirbel“ ohne Relief, sogenannte Swirls, fallen außer durch ihre Helligkeit auch durch eine Magnetfeldanomalie auf. Diese werden als Magcon (Magnetic concentration) bezeichnet. Zu ihrer Entstehung gibt es unterschiedliche Hypothesen. Eine davon geht von großen antipodischen Einschlägen aus, von denen Plasmawolken rund um den Mond liefen, sich auf der Gegenseite trafen und dort den eisenhaltigen Mondboden auf Dauer magnetisierten. Nach einer anderen Vorstellung könnten manche der Anomalien auch Reste eines ursprünglich globalen Magnetfeldes sein.

## Geologie des Mondes

Geologische Karte des Mondes

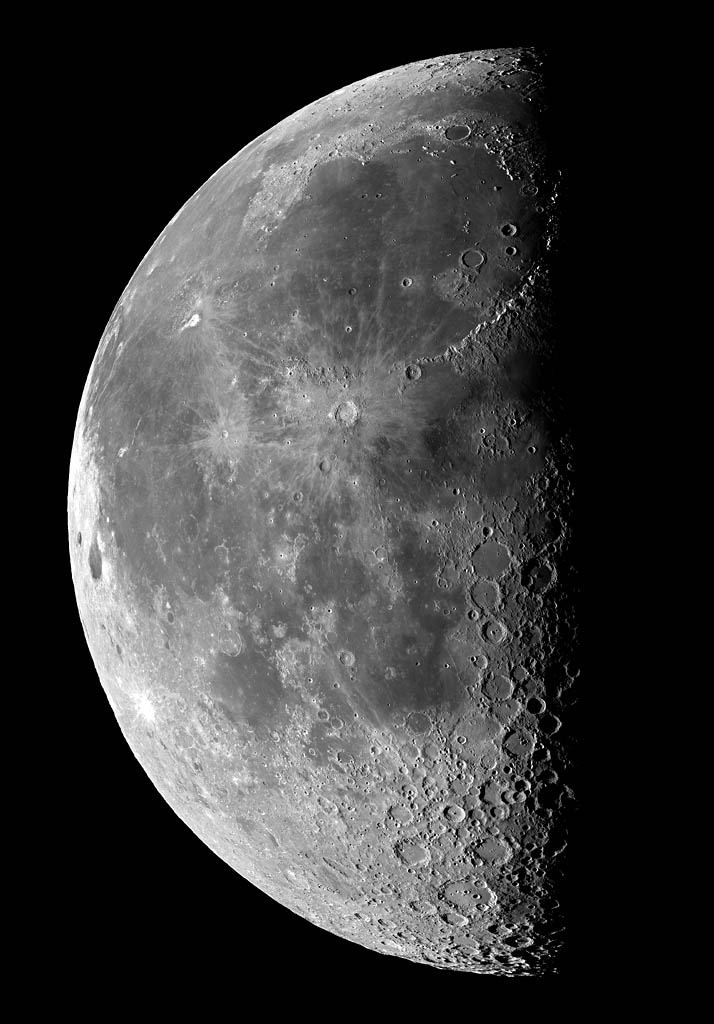
Im Bereich der Tag-Nacht-Grenze sind vor allem die Krater sehr gut zu erkennen.

### Entstehung des Mondes

Differenzierung der äußeren Schichten des Mondes:
KREEP: Kalium, Rare Earth Elements (dt. Seltene Erden), Phosphor

Der Mond hat mit 3476 km etwa ein Viertel des Durchmessers der Erde und weist mit 3,345 g/cm³ eine geringere mittlere Dichte als die Erde auf. Aufgrund seines im Vergleich zu anderen Monden recht geringen Größenunterschieds zu seinem Planeten bezeichnet man Erde und Mond gelegentlich auch als Doppelplanet. Seine im Vergleich zur Erde geringe mittlere Dichte blieb auch lange ungeklärt und sorgte für zahlreiche Hypothesen zur Entstehung des Mondes.
Das heute weithin anerkannte Modell zur Entstehung des Mondes besagt, dass vor etwa 4,5 Milliarden Jahren der Protoplanet Theia, ein Himmelskörper von der Größe des Mars, nahezu streifend mit der Protoerde kollidierte. Dabei wurde viel Materie, vorwiegend aus der Erdkruste und dem Mantel des einschlagenden Körpers, in eine Erdumlaufbahn geschleudert, ballte sich dort zusammen und formte schließlich den Mond. Der Großteil des Impaktors vereinte sich mit der Protoerde zur Erde. Nach aktuellen Simulationen bildete sich der Mond in einer Entfernung von rund drei bis fünf Erdradien, also in einer Höhe zwischen 20.000 und 30.000 km. Durch den Zusammenstoß und die frei werdende Gravitationsenergie bei der Bildung des Mondes wurde dieser aufgeschmolzen und vollständig von einem Ozean aus Magma bedeckt. Im Laufe der Abkühlung bildete sich eine Kruste aus den leichteren Mineralen aus, die noch heute in den Hochländern vorzufinden sind.
Die frühe Mondkruste wurde bei größeren Einschlägen immer wieder durchschlagen, so dass aus dem Mantel neue Lava in die entstehenden Krater nachfließen konnte. Es bildeten sich Mare, die erst einige hundert Millionen Jahre später vollständig erkalteten. Das sogenannte letzte große Bombardement endete erst vor 3,8 bis 3,2 Milliarden Jahren, nachdem die Anzahl der Einschläge von Asteroiden vor etwa 3,9 Milliarden Jahren deutlich zurückgegangen war. Danach ist keine starke vulkanische Aktivität nachweisbar, doch konnten einige Astronomen – vor allem 1958/59 der russische Mondforscher Nikolai Kosyrew – vereinzelte Leuchterscheinungen beobachten, sogenannte Lunar Transient Phenomena.
Im November 2005 konnte eine internationale Forschergruppe der ETH Zürich sowie der Universitäten Münster, Köln und Oxford erstmals die Entstehung des Mondes präzise datieren. Dafür nutzten die Wissenschaftler eine Analyse des Isotops Wolfram-182 und berechneten das Alter des Mondes auf 4527 ± 10 Millionen Jahre. Somit ist er 30 bis 50 Millionen Jahre nach der Herausbildung des Sonnensystems entstanden. Neuere Untersuchungen von deutschen Wissenschaftlern, die das Kristallisationsverhalten des Magmaozeans berücksichtigen, kommen auf ein Alter von 4425 ± 25 Millionen Jahren.

### Innerer Aufbau

#### Überblick

Modell des Schalenaufbaus des Mondes:
▪ gelb: Kern
▪ orange: innerer/unterer Mantel
▪ blau: äußerer/oberer Mantel (im Text: äußerer + mittlerer Mantel)
▪ grau: Kruste

Schematischer Aufbau des Mondes

Das Wissen über den inneren Aufbau des Mondes beruht im Wesentlichen auf den Daten der vier von den Apollo-Missionen zurückgelassenen Seismographen, die diverse Mondbeben sowie Erschütterungen durch Einschläge von Meteoroiden und durch extra zu diesem Zweck ausgelöste Explosionen aufzeichneten. Diese Aufzeichnungen lassen Rückschlüsse über die Ausbreitung der seismischen Wellen im Mondkörper und damit über den Aufbau des Mondinneren zu, wobei die geringe Anzahl der Messstationen nur sehr begrenzte Einblicke ins Mondinnere liefert. Über die Oberflächengeologie, die bereits durch Beobachtungen von der Erde aus grob bekannt war, wurden durch die von den Apollo- und Luna-Missionen zur Erde gebrachten Mondgesteinsproben sowie durch detaillierte Kartierungen der Geomorphologie, der mineralischen Zusammensetzung der Mondoberfläche und des Gravitationsfeldes im Rahmen der Clementine- und der Lunar-Prospector-Mission neue Erkenntnisse gewonnen.
Seismisch lässt sich die Mondkruste aus Anorthosit (mittlere Gesteinsdichte 2,9 g/cm³) auf der Mondvorderseite in einer durchschnittlichen Tiefe von 60 km gegen den Mantel abgrenzen. Auf der Rückseite reicht sie vermutlich bis in 150 km Tiefe. Die größere Mächtigkeit der Kruste und damit der erhöhte Anteil relativ leichten feldspatreichen Krustengesteins auf der erdabgewandten Seite könnte zumindest teilweise dafür verantwortlich sein, dass das Massezentrum des Mondes etwa 2 km näher an der Erde liegt als sein geometrischer Mittelpunkt. Unterhalb der Kruste schließt sich ein fast vollständig fester Mantel aus mafischem und ultramafischem Gestein (Olivin- und Pyroxenreiche Kumulate) an. Zwischen Mantel und Kruste wird eine dünne Schicht basaltischer Zusammensetzung vermutet, die bei der Auskristallisierung der anderen beiden Gesteinshüllen mit inkompatiblen Elementen angereichert wurde und daher einen hohen Anteil an Kalium, Rare Earth Elements (dt. Seltene Erden) und Phosphor aufweist. Diese spezielle chemische Signatur, die sich auch durch hohe Konzentrationen von Uran und Thorium auszeichnet, wird KREEP genannt. Nach traditionellen Hypothesen tritt diese sogenannte Ur-KREEP-Schicht gleichmäßig verteilt unterhalb der Mondkruste auf. Neueren, aus Daten der Lunar-Prospector-Sonde gewonnenen Erkenntnissen zufolge scheint sich KREEP aber schon während der Ausdifferenzierung von Kruste und Mantel vorwiegend in der Kruste der heutigen Oceanus-Procellarum-Mare-Imbrium-Region angereichert zu haben. Die Wärmeproduktion durch die radioaktiven Elemente wird für den vermuteten „jungen“ Vulkanismus in dieser Mondregion (bis 1,2 Milliarden Jahre vor heute) verantwortlich gemacht.
Die seismische Erkundung des Mondes erbrachte Hinweise auf Unstetigkeitsflächen (Diskontinuitäten) in 270 und 500 km Tiefe, die als Grenzflächen verschieden zusammengesetzter Gesteinshüllen gedeutet werden und deshalb als die Grenzen zwischen oberem und mittlerem (270 km) bzw. mittlerem und unterem (500 km) Mondmantel gelten. Der obere Mantel wird in diesem Modell als quarzführender Pyroxenit interpretiert, der mittlere als mit FeO-angereichterter olivinführender Pyroxenit und der untere Mantel als Olivin-Orthopyroxen-Klinopyroxen-Granat-Vergesellschaftung. Aber auch andere Interpretationen sind möglich.
Über den Mondkern ist kaum etwas bekannt und über dessen genaue Größe und Eigenschaften existieren unterschiedliche Ansichten. Durch aufwendige Aufbereitung seismischer Daten wurde nunmehr ermittelt, dass der Mondkern mit einem Radius von etwa 350 km ungefähr 20 % der Größe des Mondes besitzt (vgl. Erdkern relativ zur Größe der Erde: ≈ 50 %) und sich die Mantel-Kern-Grenze damit in einer Tiefe von etwa 1400 km befindet. Es wird angenommen, dass er, wie der Erdkern, vor allem aus Eisen besteht. Hierbei liefern die seismischen Daten (unter anderem die Dämpfung von Scherwellen) Hinweise darauf, dass ein fester innerer Kern von einem flüssigen äußeren Kern umgeben ist, an den sich wiederum nach außen eine teilaufgeschmolzene Zone des untersten Mantels (PMB, partially molten boundary layer) anschließt. Aus diesem Modell lassen sich die ungefähren Temperaturen ableiten, die im Kern des Mondes entsprechend herrschen müssen, die, deutlich unter denen des Erdkerns, um die 1400 °C (± 400 °C) liegen. Unterster Mantel und Kern mit ihrem teilaufgeschmolzenen bzw. flüssigen Material werden zusammen auch als Mondasthenosphäre bezeichnet. Die sich offenbar vollständig rigide verhaltenden Bereiche darüber (mittlerer und oberer Mantel sowie Kruste), in denen keine Dämpfung von Scherwellen stattfindet, bilden entsprechend die Mondlithosphäre.

#### Mondbeben
Die zurückgelassenen Seismographen der Apollo-Missionen registrierten bis zum Ende der Messungen im Jahr 1977 etwa 12.000 Mondbeben. Die stärksten dieser Beben erreichten eine Magnitude von knapp 5 und blieben damit viel schwächer als die stärksten Erdbeben. Die meisten Mondbeben hatten Magnituden um 2. Die seismischen Wellen der Beben konnten ein bis vier Stunden lang verfolgt werden. Sie wurden im Mondinneren also nur sehr schwach gedämpft.
Bei mehr als der Hälfte der Beben befand sich das Hypozentrum in einer Tiefe von 800 bis 1000 km, oberhalb der Mondasthenosphäre. Diese Beben traten bevorzugt bei Apogäum- und Perigäumdurchgang auf, das heißt alle 14 Tage. Daneben sind auch Beben mit oberflächennahem Hypozentrum bekannt. Ursache der Beben sind mit der Erdentfernung schwankende Gezeitenkräfte. Abweichungen vom mittleren Gezeitenpotential sind am erdnächsten und erdfernsten Punkt der Mondbahn groß. Die Hypozentren der Beben verteilten sich jedoch nicht gleichmäßig über eine gesamte Mantelschale. Die meisten Beben entstanden in nur etwa 100 Zonen, die jeweils nur wenige Kilometer groß waren. Der Grund für diese Konzentration ist noch nicht bekannt.

#### Massenkonzentrationen

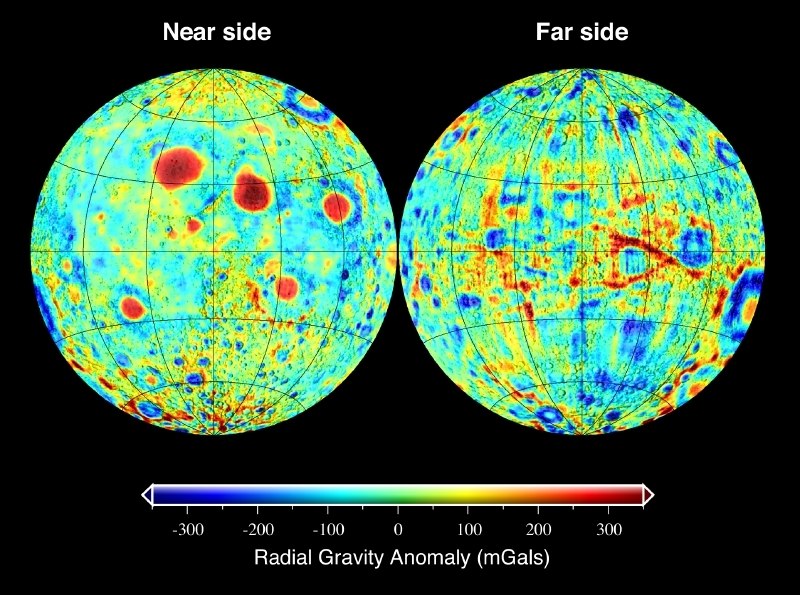
Die Mascons der erdnahen (links) und der erdfernen Mondseite

Durch ungewöhnliche Einflüsse auf die Bahnen der Lunar-Orbiter-Missionen erhielt man Ende der 1960er Jahre erste Hinweise auf Schwereanomalien, die man Mascons (Mass concentrations, Massenkonzentrationen) nannte. Durch Lunar Prospector wurden diese Anomalien näher untersucht, sie befinden sich meist im Zentrum der Krater und sind vermutlich durch die Einschläge entstanden. Möglicherweise handelt es sich um die eisenreichen Kerne der Impaktoren, die aufgrund der fortschreitenden Abkühlung des Mondes nicht mehr bis zum Kern absinken konnten. Nach einer anderen Theorie könnte es sich um Lavablasen handeln, die als Folge eines Einschlags aus dem Mantel aufgestiegen sind.

### Regolith

Relative Anteile verschiedener Elemente auf Erde und Mond (Maria bzw. Terrae)

Der Mond besitzt nur eine sehr geringe Atmosphäre. Deshalb schlagen bis heute ständig Meteoroiden unterschiedlicher Größe ohne Abbremsung auf der Oberfläche ein, die das an der Mondoberfläche anstehende Krustengestein zertrümmern, ja regelrecht pulverisieren. Durch diesen Prozess entsteht Mondregolith (im Englischen z. T. auch bezeichnet als lunar soil, „Monderde“). Er bedeckt weite Areale der Mondoberfläche mit einer mehrere Meter dicken Schicht, welche Details der ursprünglichen Geologie des Mondes verbirgt und so die Rekonstruktion seiner Entstehungsgeschichte erschwert.
| Element   | entspr. Oxid | Anteil (gew. %) | Anteil (gew. %) |
| Element   | entspr. Oxid | Maria           | Terrae          |
| --------- | ------------ | --------------- | --------------- |
| Silicium  | SiO2         | 045,4 %         | 045,5 %         |
| Aluminium | Al2O3        | 014,9 %         | 024,0 %         |
| Calcium   | CaO          | 011,8 %         | 015,9 %         |
| Eisen     | FeO          | 014,1 %         | 05,9 %          |
| Magnesium | MgO          | 09,2 %          | 07,5 %          |
| Titan     | TiO2         | 03,9 %          | 00,6 %          |
| Natrium   | Na2O         | 00,6 %          | 00,6 %          |
| Kalium    | K2O          | <00,1 %         | <00,1 %         |
| Total     | Total        | 100 %           | 100 %           |

Obwohl er gemeinhin als Mondstaub bezeichnet wird, entspricht der Regolith eher einer Sandschicht. Die Korngröße reicht von Staubkorngröße direkt an der Oberfläche über Sandkörner wenig tiefer bis hin zu Steinen und Felsen, die erst später hinzukamen und noch nicht vollständig zermahlen sind.

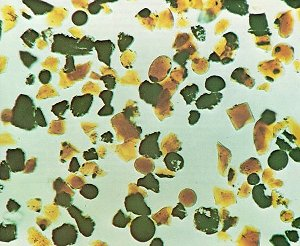
Orange Soil: auffällig orange vulkanische Glaspartikel, geborgen von Apollo 17

Der Regolith entsteht hauptsächlich aus dem normalen Material der Oberfläche. Er enthält aber auch Beimengungen, die durch Einschläge an den Fundort transportiert wurden. Ein weiterer wichtiger Bestandteil sind glasige Erstarrungsprodukte von Einschlägen. Das sind zum einen kleine Glaskugeln, die an Chondren erinnern, und zum anderen Agglutinite, also durch Glas verbackene Regolithkörner. Diese machen an manchen Stellen fast die Hälfte des Oberflächengesteins des Mondes aus und entstehen, wenn die durch den Einschlag erzeugten Spritzer geschmolzenen Gesteins erst nach dem Auftreffen auf die Regolithschicht erstarren. Wegen der fehlenden Erosion sind die Körner sehr scharfkantig und erzeugen hohen Verschleiß an Textilien, aber auch an metallischen Oberflächen.
Im Mondmeteoriten Dhofar 280, der 2001 im Oman gefunden wurde, wurden neue Eisen-Silicium-Mineralphasen identifiziert. Eine davon (Fe2Si), damit erstmals eindeutig in der Natur nachgewiesen, wurde nach Bruce Hapke als Hapkeit benannt. Dieser hatte in den 1970er Jahren die Entstehung derartiger Eisenverbindungen durch Weltraumverwitterung vorhergesagt. Weltraum-Erosion verändert auch die Reflexionseigenschaften des Materials und beeinflusst so die Albedo der Mondoberfläche.
Der Mond hat kein nennenswertes Magnetfeld, d. h. die Teilchen des Sonnenwindes – vor allem Wasserstoff, Helium, Neon, Kohlenstoff und Stickstoff – treffen nahezu ungehindert auf die Mondoberfläche und werden im Regolith implantiert, ähnlich der Ionenimplantation bei der Herstellung integrierter Schaltungen. Auf diese Weise bildet der Mondregolith ein Archiv des Sonnenwindes, vergleichbar dem Eis in Grönland für das irdische Klima.
Dazu kommt, dass kosmische Strahlung bis zu einen Meter tief in die Mondoberfläche eindringt und dort durch Kernreaktionen (hauptsächlich Spallationsreaktionen) instabile Nuklide bildet. Diese verwandeln sich unter anderem durch Alphazerfall mit verschiedenen Halbwertszeiten in stabile Nuklide. Da beim Alphazerfall jeweils ein Helium-Atomkern entsteht, enthalten Gesteine des Mondregoliths bedeutend mehr Helium als irdische Oberflächengesteine.
Da der Mondregolith durch Einschläge umgewälzt wird, haben die einzelnen Bestandteile meist eine komplexe Bestrahlungsgeschichte hinter sich. Man kann jedoch durch radiometrische Datierungsmethoden für Mondproben herausfinden, wann sie nahe der Oberfläche waren. Damit lassen sich Erkenntnisse über die kosmische Strahlung und den Sonnenwind zu diesen Zeitpunkten gewinnen.

### Wasser
Der Mond ist ein extrem trockener Körper. Jedoch konnten Wissenschaftler mit Hilfe eines neuen Verfahrens im Sommer 2008 winzige Spuren von Wasser (bis zu 0,0046 %) in kleinen Glaskügelchen vulkanischen Ursprungs in Apollo-Proben nachweisen. Diese Entdeckung deutet darauf hin, dass nach der gewaltigen Kollision, durch die der Mond entstand, nicht das ganze Wasser verdampft ist.
Erstmals hat 1998 die Lunar-Prospector-Sonde Hinweise auf Wassereis in den Kratern der Polarregionen des Mondes gefunden; dies wird aus dem Energiespektrum des Neutronenflusses evident. Dieses Wasser könnte aus Kometenabstürzen stammen. Da die tieferen Bereiche der polaren Krater aufgrund der geringen Neigung der Mondachse gegen die Ekliptik niemals direkt von der Sonne bestrahlt werden und somit das Wasser dort nicht verdampfen kann, könnte es sein, dass dort noch im Regolith gebundenes Wassereis vorhanden ist. Der Versuch, durch den gezielten Absturz des Prospectors in einen dieser Polarkrater einen eindeutigen Nachweis zu erhalten, schlug allerdings fehl.
Im September 2009 lieferten Reflexionsminima im 3-µm-Bereich von Infrarotspektren der Mondoberfläche, die das NASA-Instrument Moon Mineralogy Mapper (kurz M3) an Bord der indischen Sonde Chandrayaan-1 aufgenommen hatte, Hinweise auf oberflächennahes „Wasser und Hydroxyl“ an permanent beschatteten Stellen der beiden Mondpole. Dieses Phänomen wurde bereits bei der Instrumentenkalibrierung der Raumsonde Cassini bei ihrem Vorbeiflug am Mond im Jahr 1999 festgestellt.

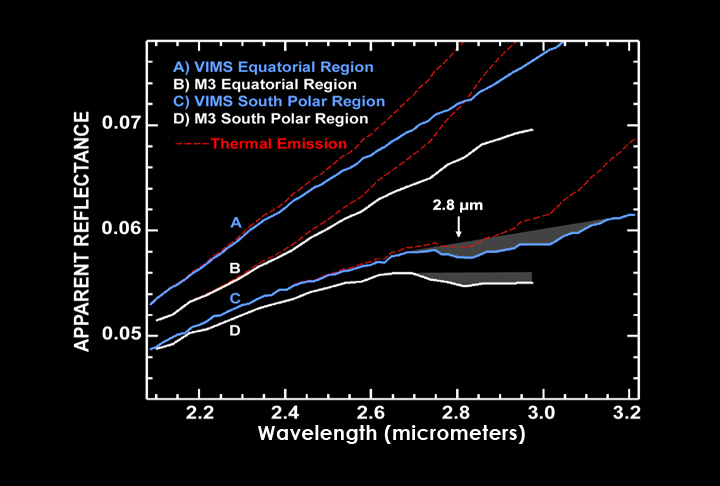

Nachfolgend wurde im Zuge der Auswertung weiterer M3-Daten zumindest ein Teil dieses Materials „definitiv“ als Wassereis identifiziert.
Am 13. November 2009 bestätigte die NASA, dass die Daten der LCROSS-Mission auf größere Wasservorkommen auf dem Mond schließen lassen.
Im März 2010 gab der United States Geological Survey bekannt, dass bei erneuten Untersuchungen der Apollo-Proben mit der neuen Methode der Sekundärionen-Massenspektrometrie bis zu 0,6 % Wasser gefunden wurden. Das Wasser weist ein Wasserstoffisotopenverhältnis auf, welches deutlich von den Werten irdischen Wassers abweicht.
Im Oktober 2010 ergab eine weitere Auswertung der LCROSS- und LRO-Daten, dass viel mehr Wasser auf dem Mond vorhanden ist als früher angenommen. Die Sonde Chandrayaan-1 fand allein am Nordpol des Mondes Hinweise auf mindestens 600 Millionen Tonnen Wassereis. Auch wurden Hydroxylionen, Kohlenmonoxid, Kohlendioxid, Ammoniak, freies Natrium und Spuren von Silber detektiert.
Wasser(eis) überdauert oberflächennah am längsten an den Polen des Mondes, da diese am wenigsten vom Sonnenlicht beschienen und erwärmt werden, und besonders in der Tiefe von Kratern. Durch Untersuchung mit Neutronenspektrometern im Orbit fanden Matthew Siegler et al. die höchsten Konzentrationen von Wasserstoff (wahrscheinlich in Form von Wassereis) etwas abseits der aktuellen Pole an zwei Stellen, die sich diametral gegenüberliegen. Sie leiten daraus die Hypothese ab, dass – etwa durch vulkanische Massenverschiebung – sich die Polachse um etwa 6° verschoben hat.
Im Jahr 2020 meldeten Astronomen die Entdeckung von Wasser außerhalb des Südpols auf der sonnenbeschienenen Seite des Mondes. Dies deutet darauf hin, dass Wasser für potenzielle zukünftige Mondmissionen – etwa um Sauerstoff zum Atmen oder Wasserstoff für Triebwerke herzustellen – zugänglicher sein könnte als bisher angenommen. Tagestemperaturen auf dem Mond liegen über dem Siedepunkt von Wasser. Die Entdeckung wurde mittels dreier Raumsonden und dem luftgestützten Teleskop SOFIA gemacht.

### Oberflächenstrukturen

#### Größe und Gliederungen

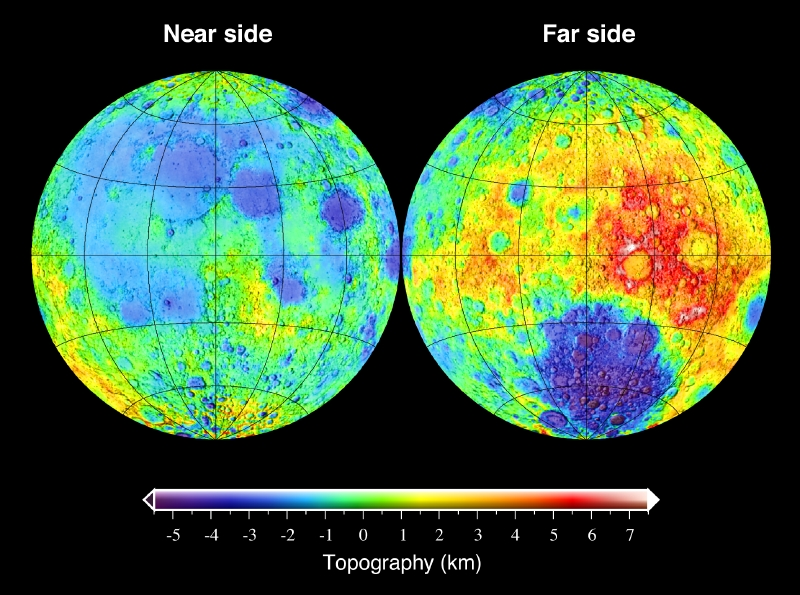
Topografie der erdzu- (links) und erdabgewandten Mondseite relativ zum lunaren Geoid

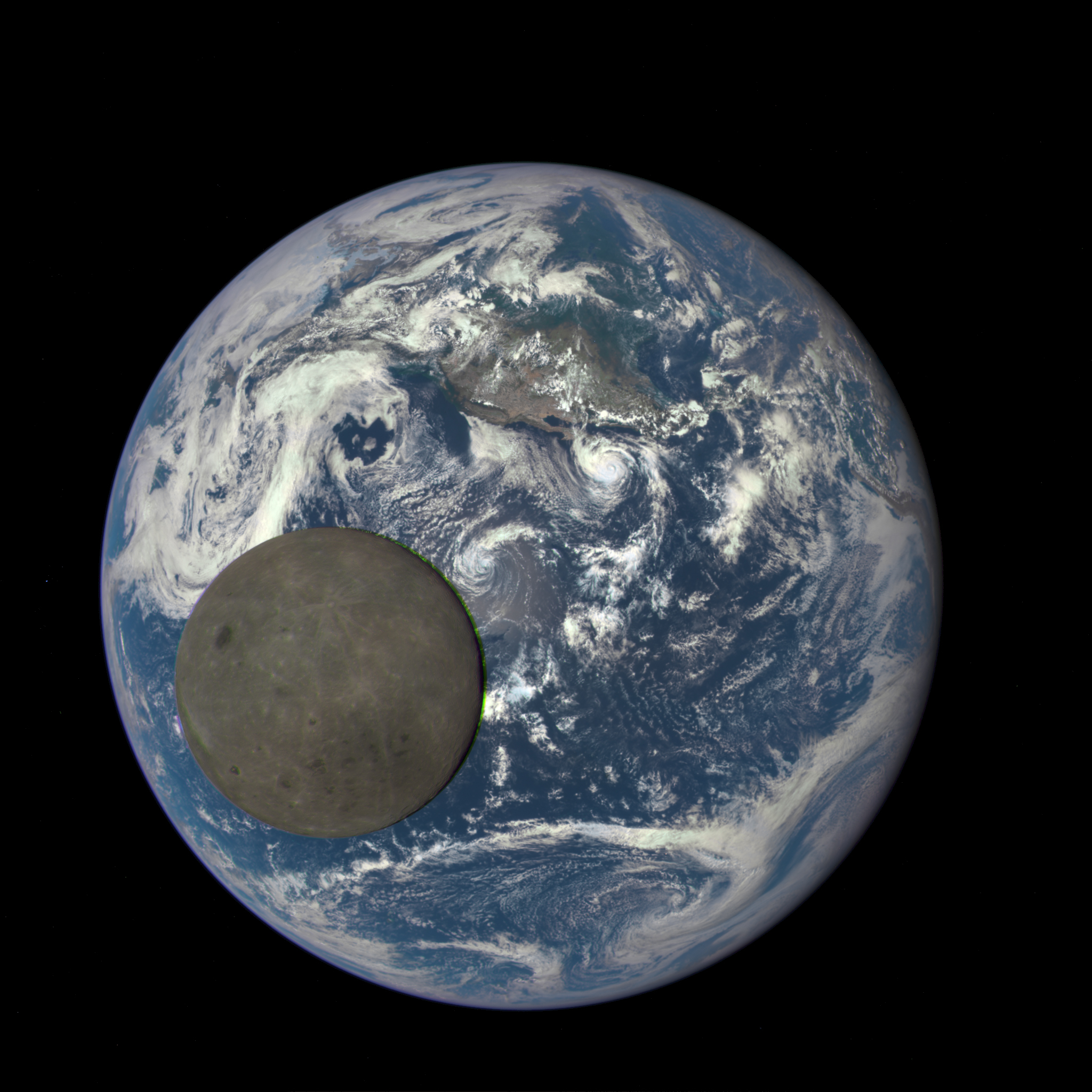
Der am Nachthimmel relativ hell erscheinende Mond ist tatsächlich dunkelgrau (geringe Albedo), wie auf diesem Foto der sonnenbeschienenen Rückseite des Mondes vor der Tagseite der Erde gut zu sehen ist (DSCOVR, Aug. 2015)

Die Mondoberfläche beträgt 38 Mio. km² und ist damit etwa 15 % größer als die Fläche von Afrika mit der arabischen Halbinsel. Sie ist nahezu vollständig von einer grauen Regolith-Schicht bedeckt. Des Mondes redensartlicher „Silberglanz“ wird einem irdischen Beobachter nur durch den Kontrast zum Nachthimmel vorgetäuscht. Tatsächlich hat der Mond eine relativ geringe Albedo (Rückstrahlfähigkeit).
Die Mondoberfläche gliedert sich in Terrae („Länder“) und Maria („Meere“). Die Terrae sind ausgedehnte Hochländer und die Maria (Singular: Mare) sind große Beckenstrukturen, die von Gebirgszügen gerahmt sind und in denen sich weite Ebenen aus erstarrter Lava befinden. Sowohl die Maria als auch die Terrae sind übersät von Kratern. Zudem gibt es zahlreiche Gräben und Rillen sowie flache Dome, jedoch keine aktive Plattentektonik wie auf der Erde. Auf dem Mond ragt der höchste Gipfel 16 km über den Boden der tiefsten Senke, was rund 4 km weniger sind als auf der Erde (Ozeanbecken inbegriffen).

#### Maria

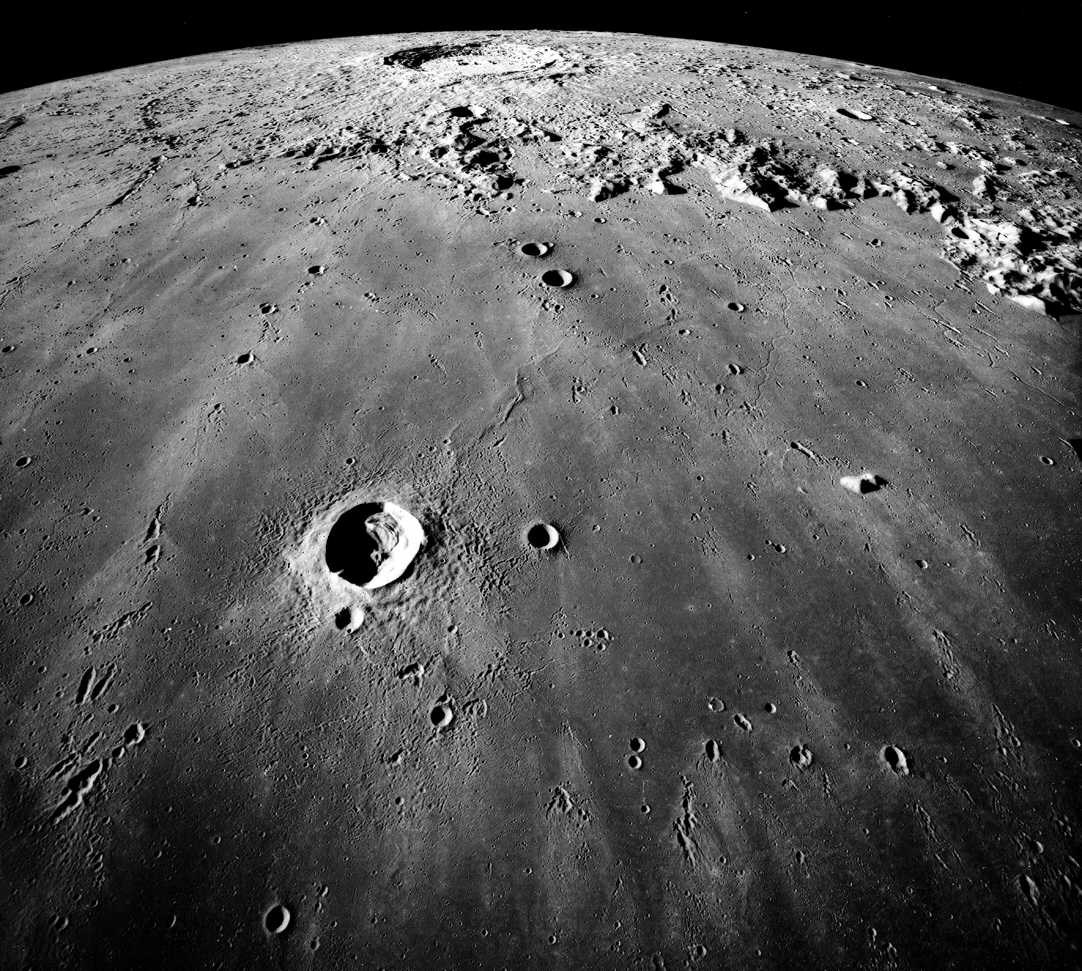
Mare Imbrium mit dem großen Krater Copernikus am oberen Bildrand (Apollo 17, Dez. 1972)

Die erdzugewandte Mondseite wird von den meisten und größten Maria geprägt. Die Maria sind dunkle Tiefebenen, die insgesamt 16,9 % der Mondoberfläche bedecken. Sie bedecken 31,2 % der Vorderseite, aber nur 2,6 % der Rückseite. Die meisten Maria gruppieren sich auffällig in der Nordhälfte der Vorderseite und bilden das sogenannte „Mondgesicht“. Die dunklen Maria hielt man in der Frühzeit der Mondforschung tatsächlich für Meere; deshalb werden sie nach Giovanni Riccioli mit dem lateinischen Wort für Meer (mare) bezeichnet.
Die Maria bestehen aus erstarrten, basaltischen Lavadecken im Inneren ausgedehnter kreisförmiger Becken und unregelmäßiger Einsenkungen. Die Vertiefungen sind vermutlich durch große Einschläge in der Mondfrühphase entstanden. Da in der Frühphase der Mondmantel noch sehr heiß und daher magmatisch aktiv war, wurden diese Einschlagsbecken anschließend von aufsteigendem Magma bzw. Lava gefüllt. Dies wurde vermutlich durch die geringere Krustendicke der erdnahen Mondseite, im Vergleich zur erdfernen Mondseite, stark begünstigt. Allerdings ist der ausgedehnte Vulkanismus der Mondvorderseite wahrscheinlich noch von weiteren Faktoren begünstigt worden (siehe KREEP). Die Maria haben nur wenige große Krater, und außerhalb der Krater variieren ihre Höhen nur um maximal 100 m. Zu diesen kleinen Erhebungen gehören die Dorsa. Die Dorsa wölben sich als Rücken flach auf und erstrecken sich über mehrere dutzend Kilometer. Die Maria sind von einer 2 bis 8 m dicken Regolithschicht bedeckt, die aus Mineralen besteht, die relativ reich an Eisen und Magnesium sind.

Diese nachbearbeitete Farbaufnahme mit verstärkter Farbsättigung zeigt anhand der Färbungen abweichende chemische Zusammensetzungen des Materials an der Oberfläche in Regionen, die mit dem bloßen Auge gleichfarbig wirken. Bräunliche Farbtöne entstehen durch einen erhöhten Eisenoxid- und bläuliche Farbtöne durch einen erhöhten Titanoxidanteil. Eisen- und Titanoxidminerale kommen typischerweise im Basalt der Maria vor, nicht aber im feldspatreichen Gestein der Terrae.

Die Maria wurden anhand von Proben ihrer dunklen Basalte radiometrisch auf 3,1 bis 3,8 Milliarden Jahre datiert. Das jüngste vulkanische Mondgestein ist ein in Afrika gefundener Meteorit mit KREEP-Signatur, der ca. 2,8 Milliarden Jahre alt ist. Dazu passt jedoch die Kraterdichte in den Maria nicht, die auf ein teilweise deutlich geringeres geologisches Alter der Maria von lediglich 1,2 Milliarden Jahren hinweist.
Nach Auswertung von Aufnahmen und Oberflächendaten der Sonde Lunar Reconnaissance Orbiter stellten Wissenschaftler der Arizona State University und der Universität Münster im Oktober 2014 die These auf, dass es noch vor deutlich weniger als 100 Millionen Jahren weit verbreitet vulkanische Aktivität auf dem Mond gegeben haben könnte. Innerhalb der großen Maria existieren demnach zahlreiche kleinere Strukturen mit Abmessungen zwischen 100 m und 5 km, die als Irregular Mare Patches bezeichnet und als lokale Lavadecken gedeutet werden. Die geringe Größe und Dichte der Einschlagskrater in diesen „Patches“ (dt. „Flecken“ oder „Flicken“) deuten darauf hin, dass sie für Mondverhältnisse sehr jung sind, bisweilen kaum mehr als 10 Millionen Jahre. Eine dieser Strukturen namens „Ina“ war bereits seit der Apollo-15-Mission bekannt, wurde jedoch bislang als Sonderfall mit geringer Aussagekraft für die geologische Geschichte des Mondes betrachtet. Die nun festgestellte Häufigkeit der Irregular Mare Patches lässt den Schluss zu, dass die vulkanische Aktivität auf dem Mond nicht wie bisher angenommen vor etwa einer Milliarde Jahren „abrupt“ endete, sondern langsam über einen langen Zeitraum schwächer wurde, was unter anderem die bisherigen Modelle zu den Temperaturen im Mondinneren in Frage stellt.

#### Terrae
Die Hochländer wurden früher als Kontinente angesehen und werden deshalb als Terrae bezeichnet. Sie weisen deutlich mehr und auch größere Krater als die Maria auf und sind von einer bis zu 15 m dicken Regolithschicht bedeckt, die überwiegend aus hellem, relativ aluminiumreichem Anorthosit besteht. Die ältesten Hochland-Anorthositproben wurden radiometrisch mit Hilfe der Samarium-Neodym-Methode auf ein Kristallisationsalter von 4,456 ± 0,04 Milliarden Jahren datiert, was als Bildungsalter der ersten Kruste und als Beginn der Kristallisation des ursprünglichen Magmaozeans interpretiert wird. Die jüngsten Anorthosite sind etwa 3,8 Milliarden Jahre alt.
Die Hochländer sind von sogenannten Tälern (Vallis) durchzogen. Dabei handelt es sich um bis zu einige hundert Kilometer lange, schmale Einsenkungen innerhalb der Hochländer. Ihre Breite beträgt oft wenige Kilometer, ihre Tiefe einige hundert Meter. Die Mondtäler wurden in den meisten Fällen nach in der Nähe gelegenen Kratern benannt (Siehe auch: Liste der Täler des Erdmondes).
In den Hochländern gibt es mehrere Gebirge, die Höhen von etwa 10 km erreichen. Sie sind möglicherweise dadurch entstanden, dass der Mond infolge der Abkühlung geschrumpft ist und sich dadurch Faltengebirge aufwölbten. Nach einer anderen Erklärung könnte es sich um die Überreste von Kraterwällen handeln. Sie sind nach irdischen Gebirgen benannt worden, zum Beispiel Alpen, Apenninen, Kaukasus und Karpaten.

#### Krater
Die Mondkrater entstanden durch Einschläge kosmischer Objekte und sind deshalb Einschlagkrater. Die größten von ihnen entstanden vor etwa 3 bis 4,5 Milliarden Jahren in der Frühzeit des Mondes durch Einschläge großer Asteroiden. Sie werden, der Nomenklatur von Riccioli folgend, vorzugsweise nach Astronomen, Philosophen und anderen Gelehrten benannt. Einige der großen Einschlagkrater sind von sternförmigen Strahlensystemen umgeben. Diese Strahlen stammen unmittelbar vom Einschlag und bestehen aus Auswurfmaterial (sogenannte Ejecta), das zu zahlreichen Glaskügelchen erstarrt ist. Die Glaskügelchen streuen das Licht bevorzugt in die Einfallsrichtung zurück, wodurch sich die Strahlen bei Vollmond hell vom dunkleren Regolith abheben. Die Strahlen sind besonders lang und auffällig beim Krater Tycho.
Der größte Einschlagkrater auf dem Mond ist das Südpol-Aitken-Becken, das 2240 km durchmisst. Die kleinsten sind Mikrokrater, die erst unter dem Mikroskop sichtbar werden. Auf der Mondvorderseite sind mit irdischen Teleskopen allein mehr als 40.000 Krater, die mehr als 100 m durchmessen, sichtbar. Die Kraterdichte ist auf der Rückseite, da ihre Oberfläche durchschnittlich geologisch älter ist, deutlich höher.
Vulkanische Krater sind bislang noch nicht zweifelsfrei identifiziert worden. Da die Mondkruste einen geringeren SiO2-Anteil hat als die kontinentale Erdkruste, haben sich dort keine Schichtvulkane gebildet, wie sie zum Beispiel für den pazifischen Feuerring auf der Erde typisch sind. Aber auch Schildvulkane mit zentraler Caldera, wie sie in den Ozeanbecken der Erde oder auf dem Mars vorkommen, scheinen auf dem Mond nicht zu existieren. Stattdessen fand lunarer Vulkanismus offenbar überwiegend in Form von Spalteneruptionen statt.

#### Rillen
Auf der Mondoberfläche gibt es auch Rillenstrukturen (Rimae), über deren Ursprung vor dem Apollo-Programm lange spekuliert worden war. Man unterscheidet
- gerade Rillen und
- mäandrierende Rillen.

Seit den Untersuchungen der Hadley-Rille durch Apollo 15 geht man davon aus, dass es sich bei den mäandrierenden Rillen um Lavaröhren handelt, deren Decke eingestürzt ist. Hochauflösende Satellitenfotos sowie doppelte Radarechos von der Mondoberfläche in den Marius Hills (Oceanus-Procellarum-Becken), wo zudem eine negative Schwereanomalie registriert wurde, lassen es als sehr wahrscheinlich erscheinen, dass es auch heute noch ausgedehnte intakte Lavaröhrensysteme gibt.
Die Entstehung der geraden Rillen ist deutlich unklarer – es könnte sich um Schrumpfungsrisse handeln, die sich in erkaltender Lava gebildet haben.
Neben den als Rimae bezeichneten Strukturen bestehen noch schmale, vertiefte Strukturen, die eine Länge bis über 400 km erreichen. Sie ähneln den langgestreckten Rillen und werden als Furchen oder Risse (Rupes) bezeichnet. Diese Furchen gelten als Beweis für das Wirken von Spannungskräften innerhalb der Mondkruste.

#### Gruben oder Löcher

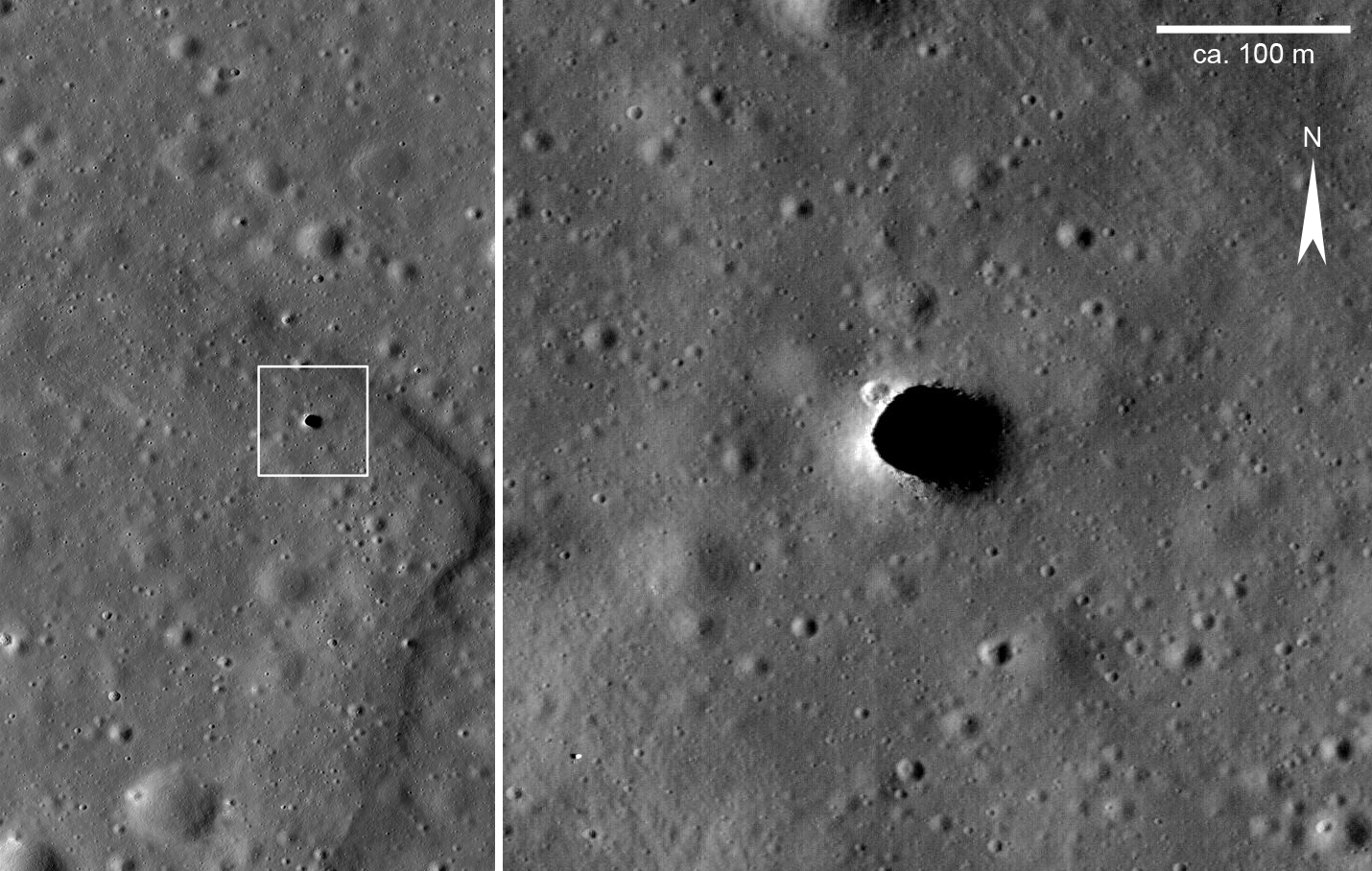
Loch in der Mondoberfläche der Marius-Hills-Region

In Aufnahmen der Mondsonde Kaguya entdeckte der Astronom Junichi Haruyama mit seiner Arbeitsgruppe im Jahr 2009 erstmals ein „schwarzes Loch“ mit ca. 65 m Durchmesser in der Mondoberfläche im Bereich der Marius-Hügel im Oceanus Procellarum auf der erdzugewandten Mondseite. Es liegt annähernd mittig in einer flachen Rille des mäandrierenden Typs. Neun verschiedene Aufnahmen, die unter verschiedenen Blickwinkeln und bei unterschiedlichen Sonnenständen gemacht wurden, erlaubten eine Schätzung der Tiefe des Lochs auf 80 bis 88 Meter. Dieses führt wiederum in eine größere Kaverne, die ca. 50 km lang und 100 m breit ist, die größte entdeckte Mondhöhle.
Weil um das Loch herum kein offensichtlich dort ausgeflossenes Material erkennbar ist, wird eine Entstehung als vulkanischer Pitkrater ausgeschlossen. Am wahrscheinlichsten handelt es sich um ein sogenanntes Skylight einer Lavaröhre, das dadurch entstanden sein muss, dass die Decke der Lavaröhre an dieser Stelle eingestürzt ist. Die flache Rille repräsentiert demnach eine Lavaröhre, deren Decke noch weitgehend intakt ist, aber topographisch etwas unterhalb des Niveaus des Umlandes liegt. Ursächlich für die Bildung des Skylights können Mondbeben, Einschläge von Meteoriten oder die Auflast eines noch flüssigen Lavastroms gewesen sein. Auch ein Einfluss der irdischen Schwerkraft (Gezeitenkräfte) ist denkbar.
Bis 2011 wurden zwei weitere mögliche Skylights entdeckt. Anfang 2018 betrug die Anzahl der Skylight-Kandidaten rund 200.

#### Mondrückseite

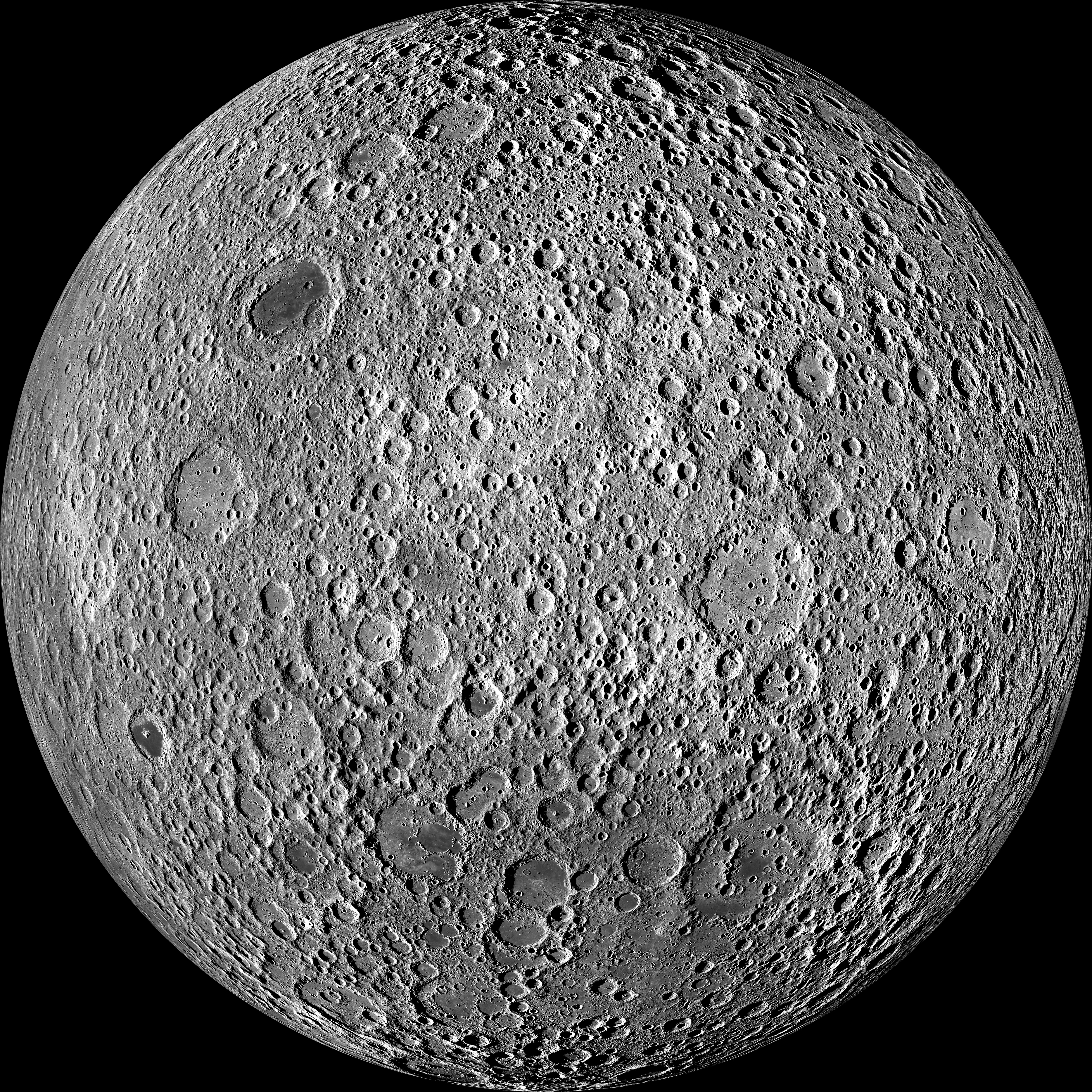
Rückseite des Mondes (links oben Mare Moscoviense)

Über die Mondrückseite war vor den ersten Raumfahrtmissionen nichts bekannt, da sie von der Erde nicht sichtbar ist; erst Luna 3 lieferte die ersten Bilder. Die Rückseite unterscheidet sich in mehreren Aspekten von der Vorderseite. Ihre Oberfläche prägen fast nur kraterreiche Hochländer. Zu den Kratern zählt auch das große Südpol-Aitken-Becken, das 13 km tief ist, 2240 km durchmisst und von vielen anderen Kratern überzeichnet ist. Hier hat, wie Untersuchungen der Clementine-Mission und des Lunar Prospectors vermuten lassen, ein sehr großer Einschlagkörper die Mondkruste durchstoßen und möglicherweise Mantelgesteine freigelegt. Die Rückseitenkruste ist mit 150 km gegenüber 70 km der Vorderseitenkruste etwa doppelt so dick. Auf der Rückseite entdeckte die Raumsonde LRO auch Grabenstrukturen. Dort liegt auf dem Mond auch der höchste bekannte Punkt (10.750 m), der mit dem Laser-Altimeter der Raumsonde Kaguya gemessen wurde und am Rande des Engelhardt-Kraters liegt. Am 3. Januar 2019 landete erstmals eine Raumsonde, die Chang’e 4, auf der Mondrückseite.
Rück- und Vorderseite haben sich auch unterschiedlich entwickelt, weil das geometrische Mondzentrum (Mittelpunkt der volumensgleichen Kugel) und sein Schwerpunkt um 1,8 km (1 Promille des Mondradius) voneinander abstehen. Diese Asymmetrie von innerem Aufbau und Mondkruste könnte von einer Kollision mit einem zweiten Erdtrabanten herrühren, die einige Forscher in der Frühzeit des Mondes annehmen.
Für die Mondrückseite ist die „dunkle Seite des Mondes“ (englisch dark side of the Moon) eine erhalten gebliebene Redensart, die aber nur symbolisch im Sinne einer unbekannten Seite zu verstehen ist; im eigentlichen Wortsinn ist die Redensart falsch, da – wie schon zu den Mondphasen angemerkt – Rück- und Vorderseite im Laufe der Mondrotation abwechselnd von der Sonne beschienen werden. Die Rückseite ist durch den viel geringeren Flächenanteil der dunklen Mareebenen insgesamt sogar deutlich heller als die Vorderseite.

## Einflüsse auf die Erde

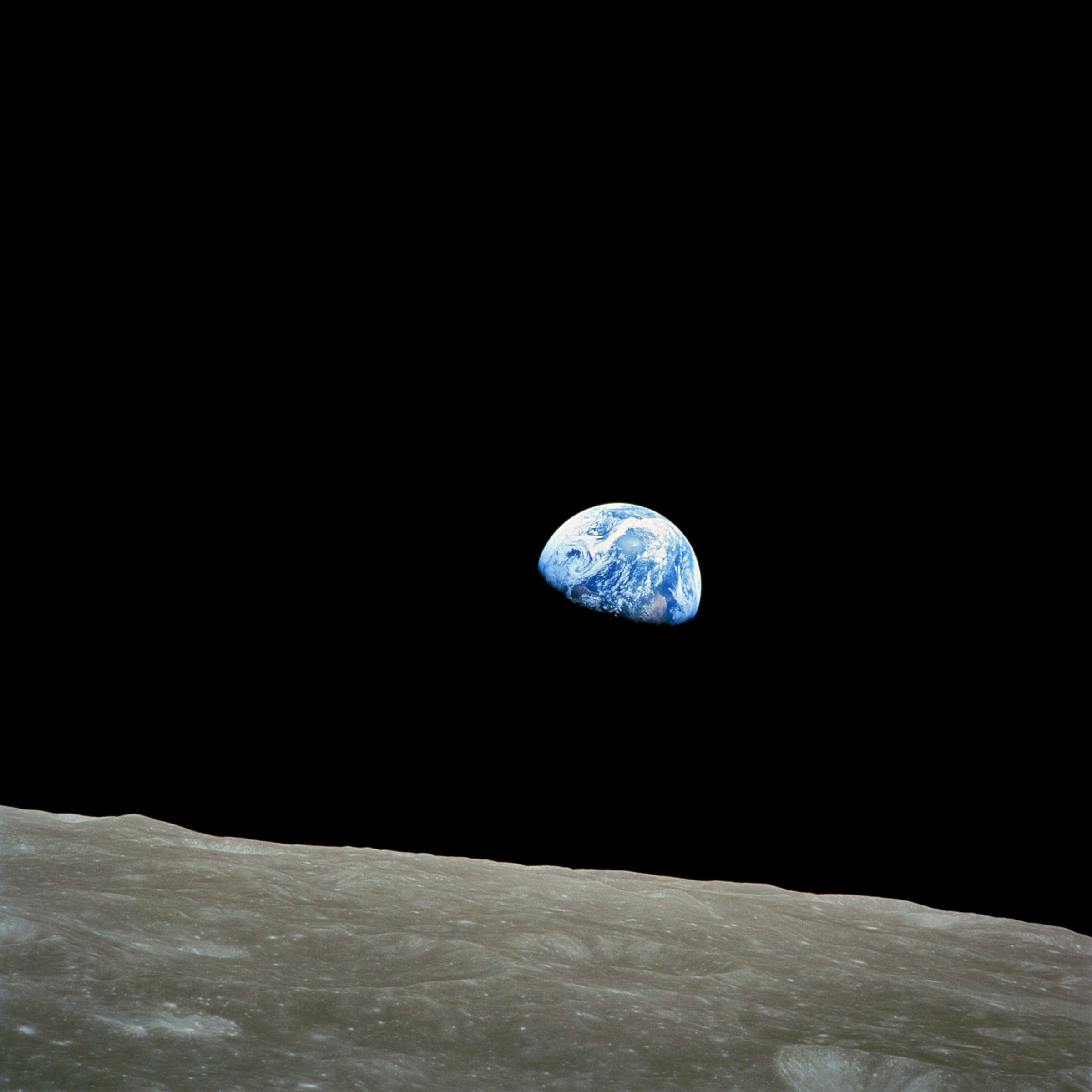
Earthrise: Erde und Mond aus der Sicht von Apollo 8

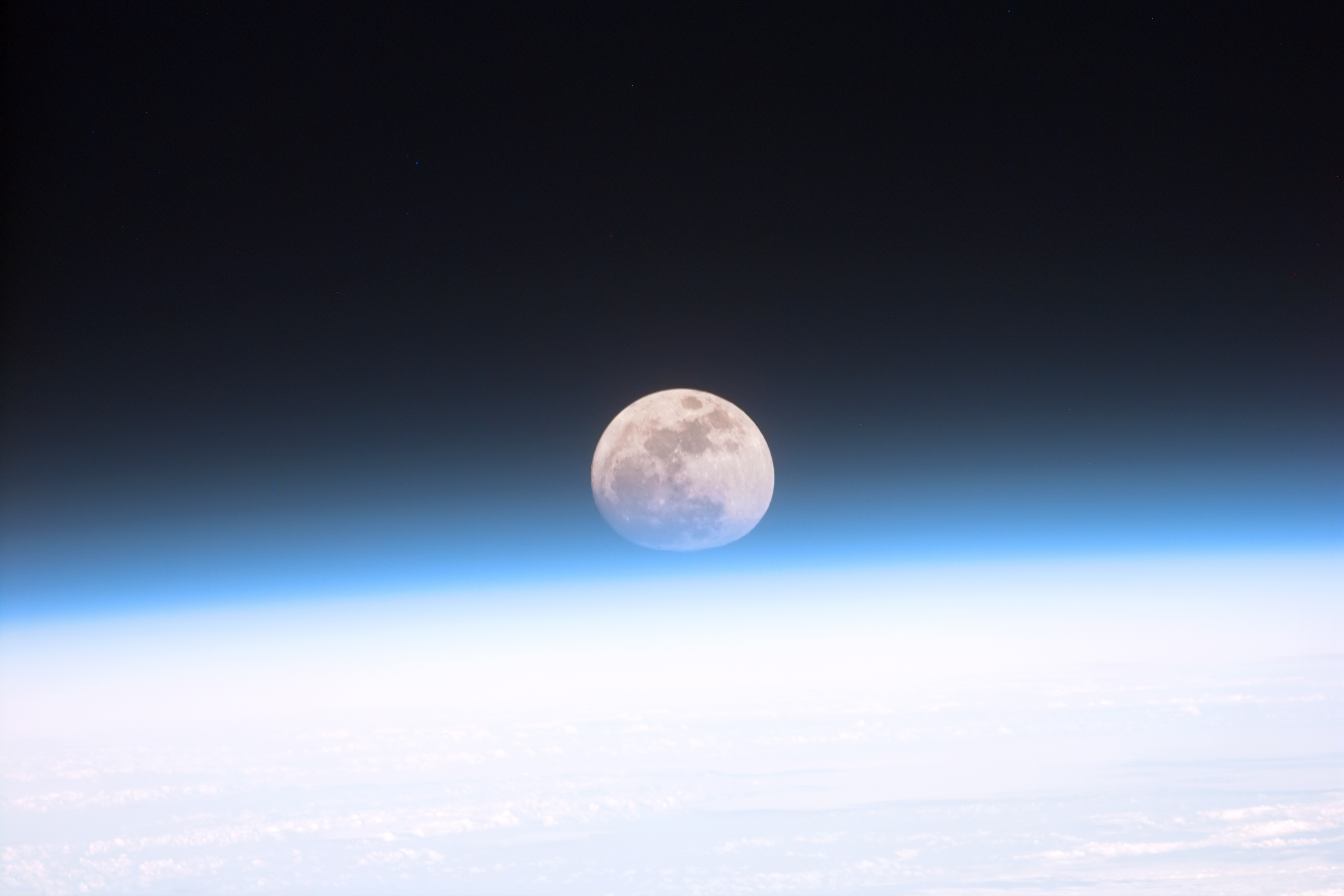
Mond und Erde von einem Space Shuttle aus gesehen

### Wirkmechanismus
Die Gravitation des Mondes treibt auf der Erde die Gezeiten an. Dazu gehören nicht nur Ebbe und Flut in den Meeren, sondern auch Hebungen und Senkungen des Erdmantels. Die durch die Gezeiten frei werdende Energie wird der Drehbewegung der Erde entnommen und der darin enthaltene Drehimpuls dem Bahndrehimpuls des Mondes zugeführt. Dadurch verlängert sich gegenwärtig die Tageslänge um etwa 20 Mikrosekunden pro Jahr. In ferner Zukunft wird die Erdrotation an den Mondumlauf gebunden sein, und die Erde wird dem Mond immer dieselbe Seite zuwenden.
Die Erde ist nicht perfekt kugelförmig, sondern durch die Rotation abgeflacht. Die Gezeitenkraft von Sonne und Mond erzeugt ein aufrichtendes Drehmoment, das zweimal jährlich bzw. monatlich maximal wird. Die Erde folgt diesem als Kreisel nicht direkt, sondern präzediert mit in erster Näherung konstanter Neigung der Erdachse. Wäre die Sonne die einzige Ursache für Präzession, würde sich die Neigung der Erdachse innerhalb von Millionen Jahren in weiten Bereichen ändern. Dies würde ungünstige Umweltbedingungen für das Leben auf der Erde bedeuten, weil die Polarnacht abwechselnd die gesamte Nord- bzw. Südhalbkugel erfassen würde. Die durch den Mond bewirkte schnelle Präzession stabilisiert die Neigung der Erdachse. So trägt der Mond zu dem das Leben begünstigenden Klima der Erde bei.

### Einfluss auf Lebewesen
Abseits von künstlichem Licht wie Straßenbeleuchtung und dem Lichtschein von beleuchteten Orten, reflektiert von einer hohen Wolkendecke, kann in der Nacht ohne Dämmerungslicht der Sonne direktes Mondlicht alleine eine relevante Beleuchtung der Landschaft bieten, die es Menschen ermöglicht sich im Freien, insbesondere auf Wegen zu orientieren und sicher zu bewegen. Notwendig dafür ist ein wolkenfreier Himmel, ein zumindest etwa 3/4-voller Mond und ein hoher Stand des Mondes, etwa >45° über dem Horizont. Steht der Vollmond hoch am klaren Himmel, wird auch graduelles Farbsehen möglich, erkennbar daran, dass Wiesen grünlich wahrgenommen werden.
Nach dem Skeptic’s Dictionary habe keine ausgewertete wissenschaftliche Studie eine signifikante positive Korrelation zwischen Mondphasen und dem Auftreten von Schlafstörungen, Verkehrsunfällen, Operationskomplikationen, der Häufigkeit von Suizidhandlungen oder der Häufigkeit von Geburten ergeben. Manche Menschen, zum Beispiel in der Land- und Forstwirtschaft, achten seit alters her darauf, dass bestimmte Arbeiten in der Natur in der „richtigen“ Mondphase erledigt werden (siehe auch: Mondholz, Mondkalender).
Die tägliche Bewegung des Mondes und die darin enthaltene Information über die Himmelsrichtungen wird von Zugvögeln und einigen Arten nachtaktiver Insekten zur Navigation genutzt; sogar bei bedecktem Himmel aufgrund des von der Atmosphäre charakteristisch polarisierten Lichts (siehe unter Polarisationsmuster).
Bei manchen Arten der Ringelwürmer (wie bei dem Samoa-Palolo), Krabben und Fische (Leuresthes) ist das Fortpflanzungsverhalten sehr eng an den monatlichen Phasenwechsel des Mondes gekoppelt.
Die schon im 18. Jahrhundert erforschte Korrelation von Mondposition und Wetter ist so gering, dass ein dadurch verursachter Einfluss auf Lebewesen vollständig vernachlässigt werden kann.
Das Schlafwandeln von Menschen wird irreführend als Mondsüchtig-Sein interpretiert.

### Astrologie
In der Astrologie gilt der Mond als einer der klassischen sieben Planeten. Seit dem Altertum wird ihm ein erheblicher Einfluss auf den Menschen zugeschrieben. In der hellenistischen Astrologie wurde er in das System der Zuordnungen von Planeten und Tierkreiszeichen, Elementen etc. integriert, das bis heute die Grundlage der westlichen Astrologie bildet. In der indischen Astrologie haben die sogenannten Mondhäuser oder Nakshatras, die Abschnitte der Ekliptik entsprechend einer Aufteilung nach den Tagen einer Lunation, eine große Bedeutung.

## Atmosphärische Erscheinungen

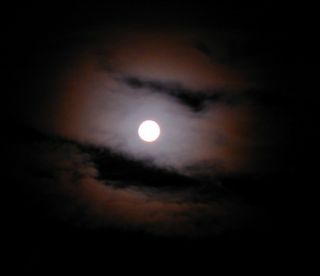
Mondhof

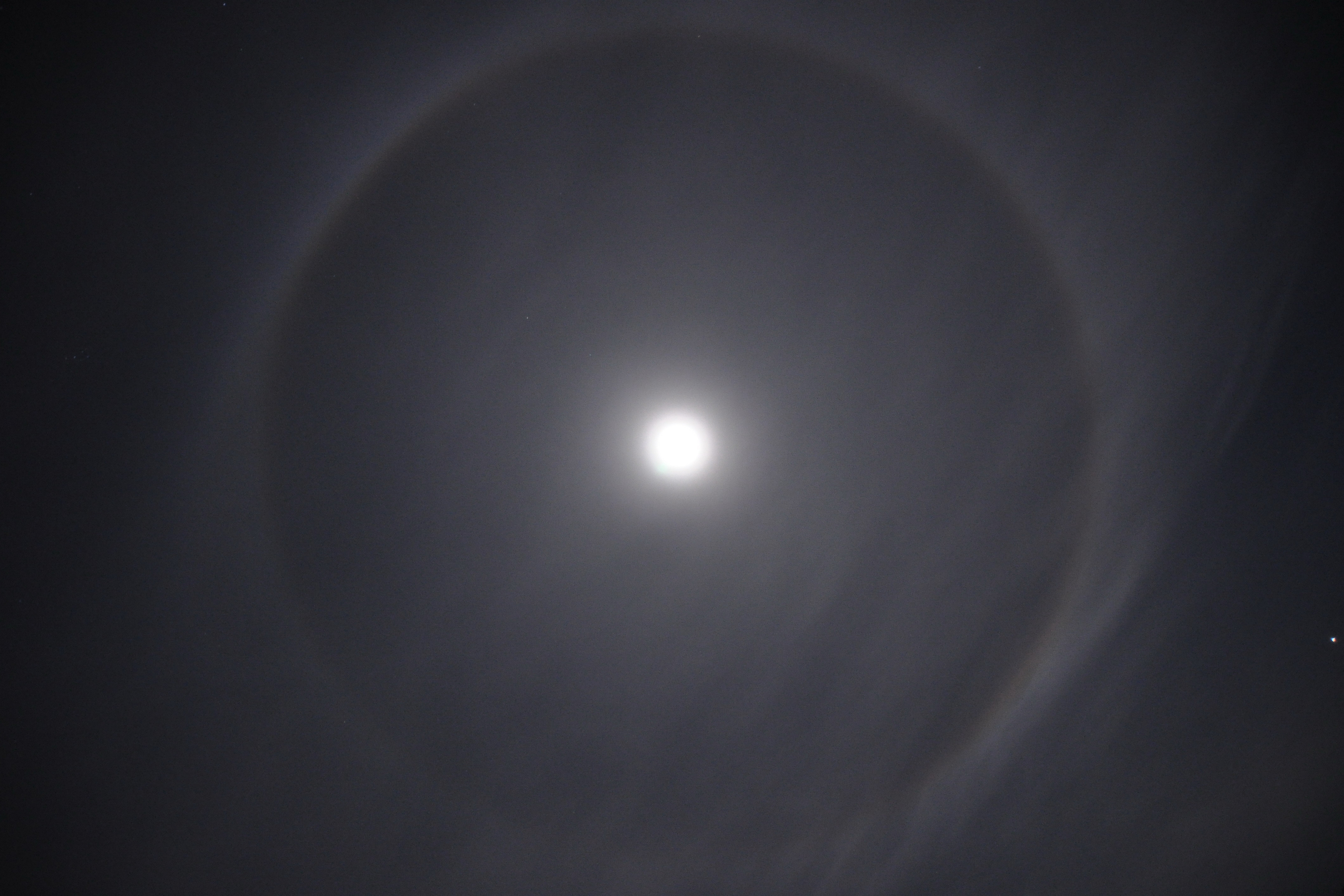
22°-Mondhalo am 23. Oktober 2010, gesehen von Graz (Österreich) aus

### Mondhof und Mondhalo
Als Mondhof werden farbige Ringe um den Mond bezeichnet, die durch die Beugung des Lichts an den Wassertröpfchen der Wolken verursacht werden. Dabei ist der äußerste Ring von rötlicher Farbe und hat eine Ausdehnung von etwa zwei Grad, in seltenen Fällen auch bis zu zehn Grad.
Umgangssprachlich wird der Begriff des Mondhofs auch für einen Halo um den Mond gebraucht. Dafür sind Eiskristalle in Luftschichten verantwortlich, die aus dünnem Höhennebel oder Dunst entstanden sind und das auf die Erde fallende Licht in einem sehr schwachen Winkel ablenken und dadurch eine Art leuchtenden Ringeffekt für den Betrachter hervorrufen.
Eine spezielle Haloerscheinung des Mondes ist der Nebenmond. Analog zu den Nebensonnen treten Nebenmonde mit einem Abstand von rund 22 Grad neben dem Mond auf. Wegen der geringeren Lichtstärke des Mondes sieht man sie jedoch seltener und meistens bei Vollmond.

### Mondregenbogen
Bei Nacht kann durch Zusammentreffen von Mondlicht und Regentropfen ein Mondregenbogen entstehen, der analog zum physikalischen Prinzip des Regenbogens der Sonne funktioniert.

### Mondtäuschung und Mondsichelneigung

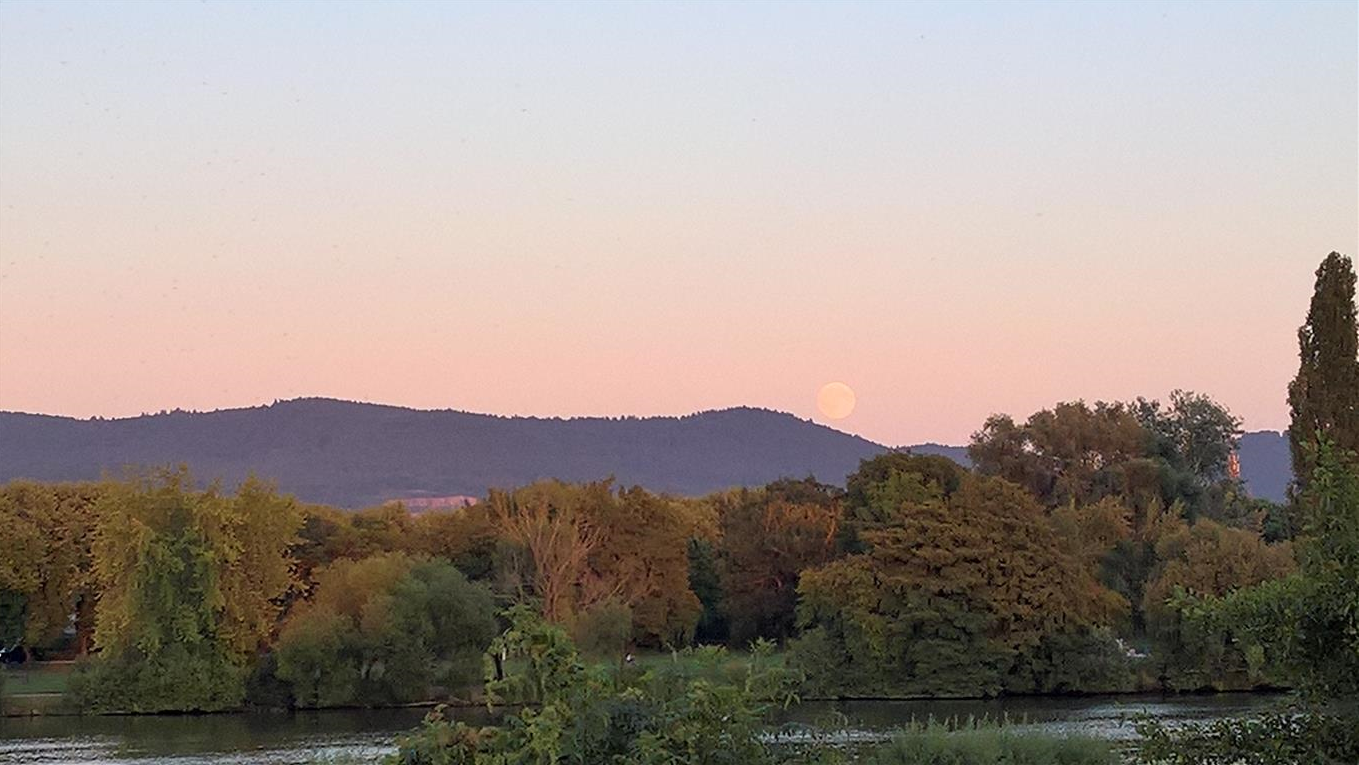
Abendlicher Mondaufgang – die subjektiv empfundene Größe des Mondes hängt u. a. von den Vergleichsgrößen ab. Im Vergleich zu den Bäumen am Horizont wirkt er groß. Im Vergleich zu den Ästen der hohen Weide vorne rechts erscheint er klein.

Als Mondtäuschung bezeichnet man den Effekt, dass der Mond in Horizontnähe größer aussieht als im Zenit. Dies ist keine Folge der Lichtbrechung an den Luftschichten, sondern eine optische Täuschung, die von der Wahrnehmungspsychologie untersucht und erklärt wird.
Auch das Phänomen, dass die beleuchtete Seite des Mondes oft nicht genau zur Sonne zu zeigen scheint, ist eine optische Täuschung und wird dort unter der Überschrift Relativität des Blickwinkels erläutert. Man kann sich davon überzeugen, dass die beleuchtete Mondsichel tatsächlich – wie zu erwarten – jederzeit senkrecht auf der Verbindungslinie zwischen Sonne und Mond steht, indem man diese Verbindungslinie durch eine mit ausgestreckten Armen – visiert – zwischen Sonne und Mond gespannte Schnur sichtbar macht.

### Brechungseffekte

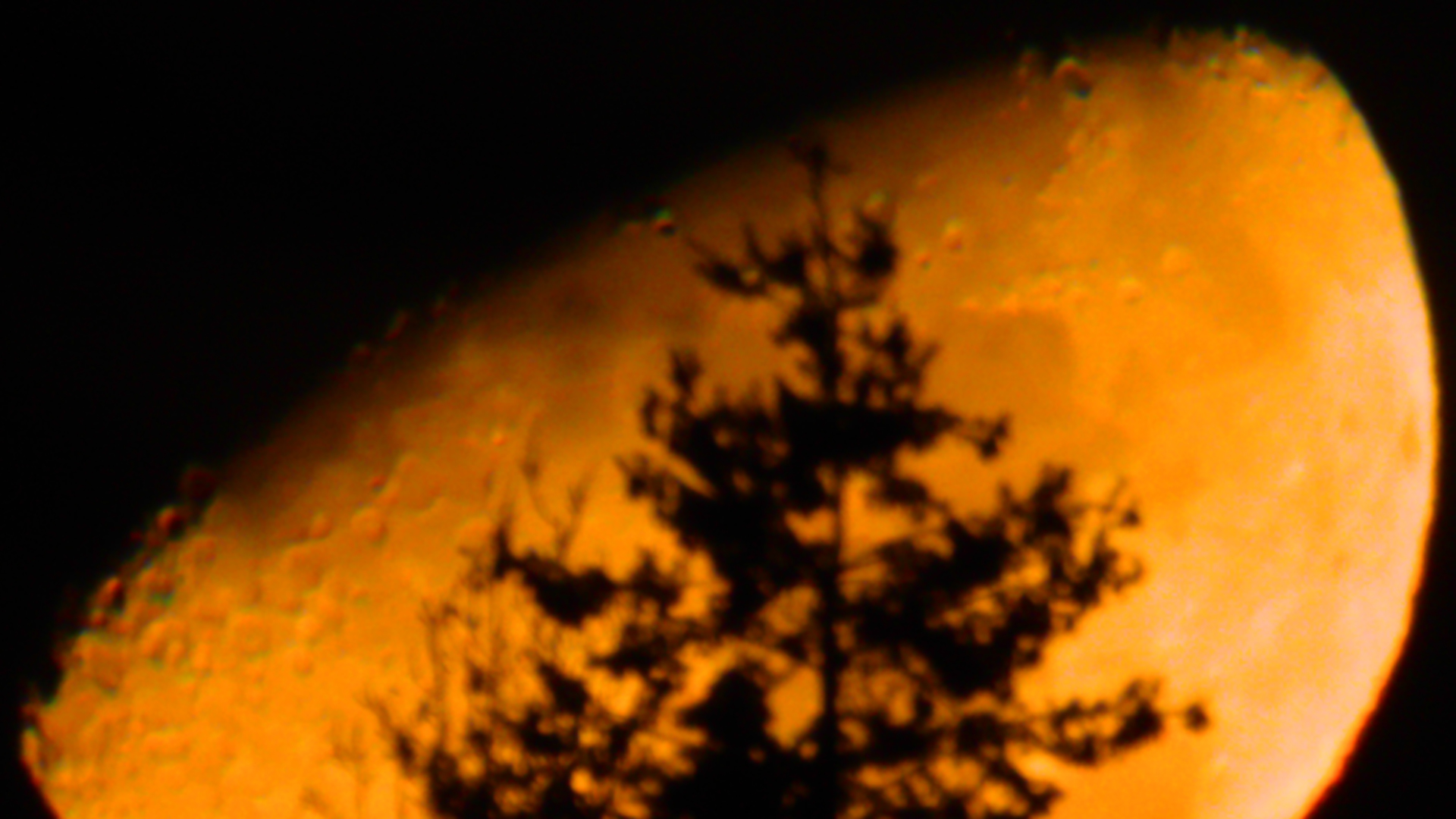
Untergehender Halbmond mit grünen Kraterrändern am Terminator (im November bei einhergehender starker Neigung der Ekliptik gegenüber dem Horizont)

Am Terminator können unter günstigen Bedingungen grüne und manchmal auch blaue Farbsäume beobachtet werden, wenn der Mond sehr nahe am Horizont steht. In diesem Fall leuchten die von der unter dem Horizont befindlichen Sonne noch beleuchteten Ränder der Mondkrater hell vor den oberhalb befindlichen Schattenbereichen. Durch die astronomische Refraktion des weißlichen Mondlichts auf dem mehrere hundert Kilometer langen Weg durch die Atmosphäre werden rote Anteile stärker gebrochen, so dass von den hellen Seiten der Schattengrenzen vor allem grüne Anteile zum Beobachter auf der Erdoberfläche gelangen. Wegen der geringen Farbtemperatur des Mondlichts von ungefähr 4100 Kelvin gibt es nur vergleichsweise geringe blaue Anteile im Mondlicht, die manchmal aber ebenfalls beobachtet werden können. Dieser Effekt kann auch bei der Sonne als Grüner Blitz wahrgenommen werden.

## Geschichte der Mondbeobachtung

### Freiäugige Beobachtung, Mondbahn und Finsternisse
Der Mond ist nach der Sonne das mit Abstand hellste Objekt des Himmels; zugleich kann man seinen einzigartigen Helligkeits- und Phasenwechsel zwischen Vollmond und Neumond auch mit bloßem Auge sehr gut beobachten.

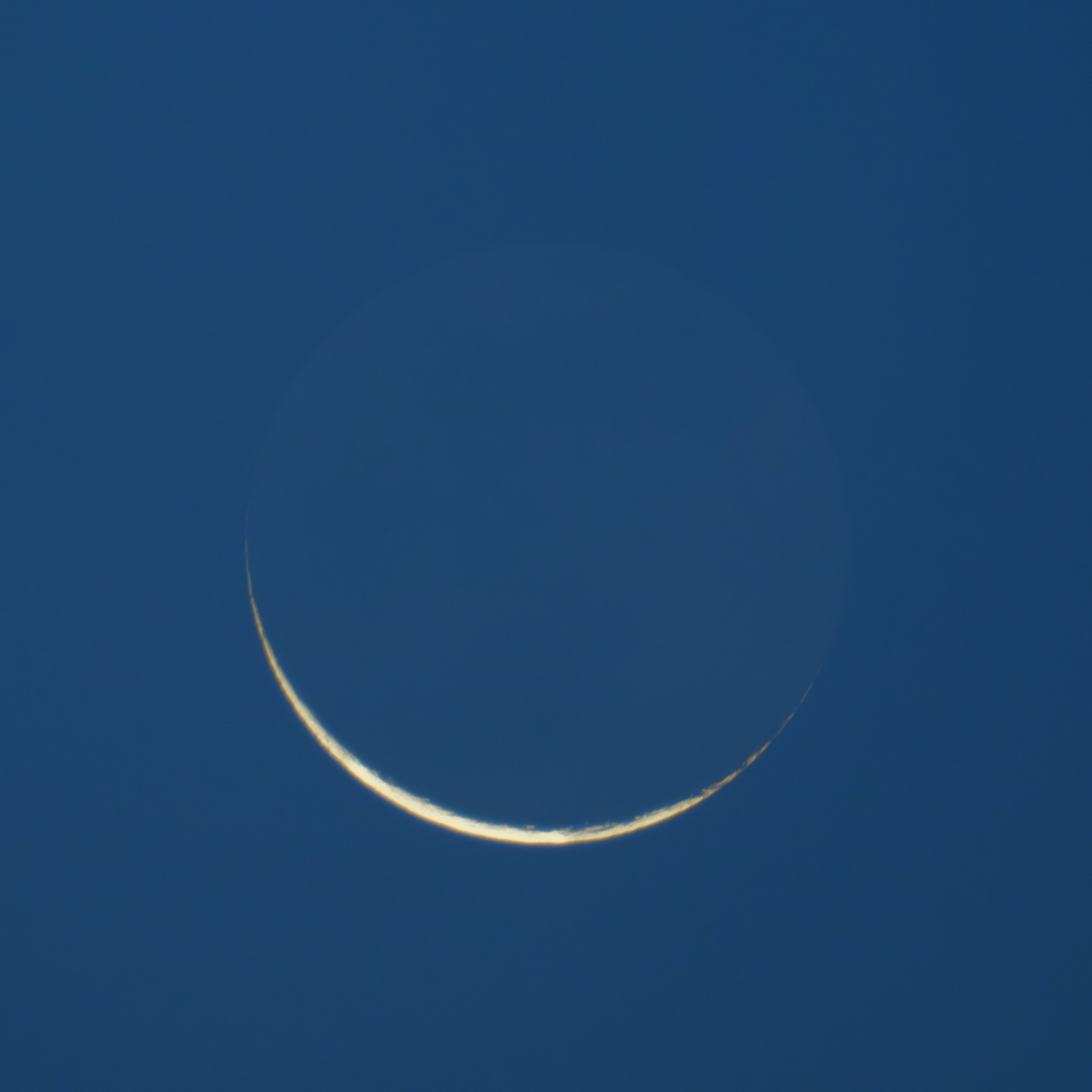
Über dem östlichen Horizont beim Morgenletzt gerade noch sichtbares Altlicht des abnehmenden Mondes 33 Stunden vor Neumond

Das letzte Auftauchen der abnehmenden Mondsichel am Morgenhimmel (Altlicht des Morgenletztes) oder das erste Auftauchen der zunehmenden Mondsichel am Abendhimmel (Neulicht des Abenderstes) markiert oder markierte in einigen Kulturkreisen den Beginn eines Monats.
Die Mondphasen und die Sonnen- bzw. Mondfinsternisse sind mit Sicherheit schon früh von Menschen beobachtet worden. Die genaue Länge des siderischen und des synodischen Monats war schon im 5. Jahrtausend v. Chr. bekannt, ebenso die Neigung der Mondbahn gegen die Ekliptik (5,2°). Mindestens 1000 v. Chr. kannten die babylonischen Astronomen die Bedingungen, unter denen Sonnenfinsternisse auftreten, und die Vorhersage der Sonnenfinsternis vom 28. Mai 585 v. Chr. durch Thales entschied den Krieg zwischen den Lydern und Medern. Von Anaxagoras ist die Aussage überliefert, der Mond erhalte sein Licht von der Sonne, und es gebe auf ihm Täler und Schluchten; diese und andere Lehren trugen ihm eine Verurteilung wegen Gotteslästerung ein.
In der Antike wurde die Mondbahn entlang der Ekliptik in Mondhäuser oder Mondstationen eingeteilt, in denen sich der Mond jeweils innerhalb eines Tages aufhält. Beispiele hierfür sind die indischen Nakshatra und die arabischen Manazil al-Qamar, die die Ekliptik entsprechend der siderischen Umlaufzeit des Mondes abgerundet in 27 beziehungsweise aufgerundet in 28 Mondhäuser mit Eigennamen einteilen. Auch durch den Propheten Habakuk ist in einem seiner Psalmen belegt, dass die Einteilung in Mondhäuser bereits im siebenten vorchristlichen Jahrhundert üblich war:

Hab 3,11a: Der Mond bleibt in der Behausung

Auch Bedeckungen von Planeten oder ekliptiknahen Sternen durch den Mond sind in der Antike bezeugt. Aristoteles erwähnt in seiner Schrift Über den Himmel zum Beispiel die Bedeckung des Planeten Mars durch den zunehmenden Halbmond im Sternbild Löwe am 5. April 357 v. Chr. in den frühen Abendstunden. Er erwähnte in diesem Zusammenhang auch, dass die Babylonier und die Ägypter solche Phänomene über lange Zeit beobachtet und dokumentiert hatten.
Die am Mond freiäugig erkennbaren Details (siehe Mondgesicht, Gesicht am Südpol des Mondes) werden in anderen Kulturkreisen auch als Hase etc. bezeichnet. Die dunklen, scharf begrenzten Flächen wurden schon früh als Meere interpretiert (diese glatten Ebenen werden daher bis heute Mare genannt), während die Natur der bei Vollmond sichtbar werdenden Strahlensysteme erst im 20. Jahrhundert geklärt werden konnte.

### Fernrohrbeobachtung, Mondkarten und Raumfahrt
Als erdnächster Himmelskörper zeigt der Mond bereits durch einfache Fernrohre topographische Details, insbesondere in der Nähe des Terminators, da dort die Schatten lang sind, wie zum Beispiel der Goldene Henkel oder das Lunar X. So begann bald nach Erfindung des Fernrohrs 1608 die Erforschung des Mondes, zu nennen sind Galileo Galilei, David Fabricius, Thomas Harriot und Simon Marius. Höhepunkte der Selenographie waren die Selenographia sive Lunae Descriptio von Johannes Hevelius (1647) und die Arbeiten von Johann Hieronymus Schroeter, der 1791 seine Selenotopographischen Fragmente publizierte, mit genauer Kartierung der Mondkrater und Gebirge sowie deren Benennung.

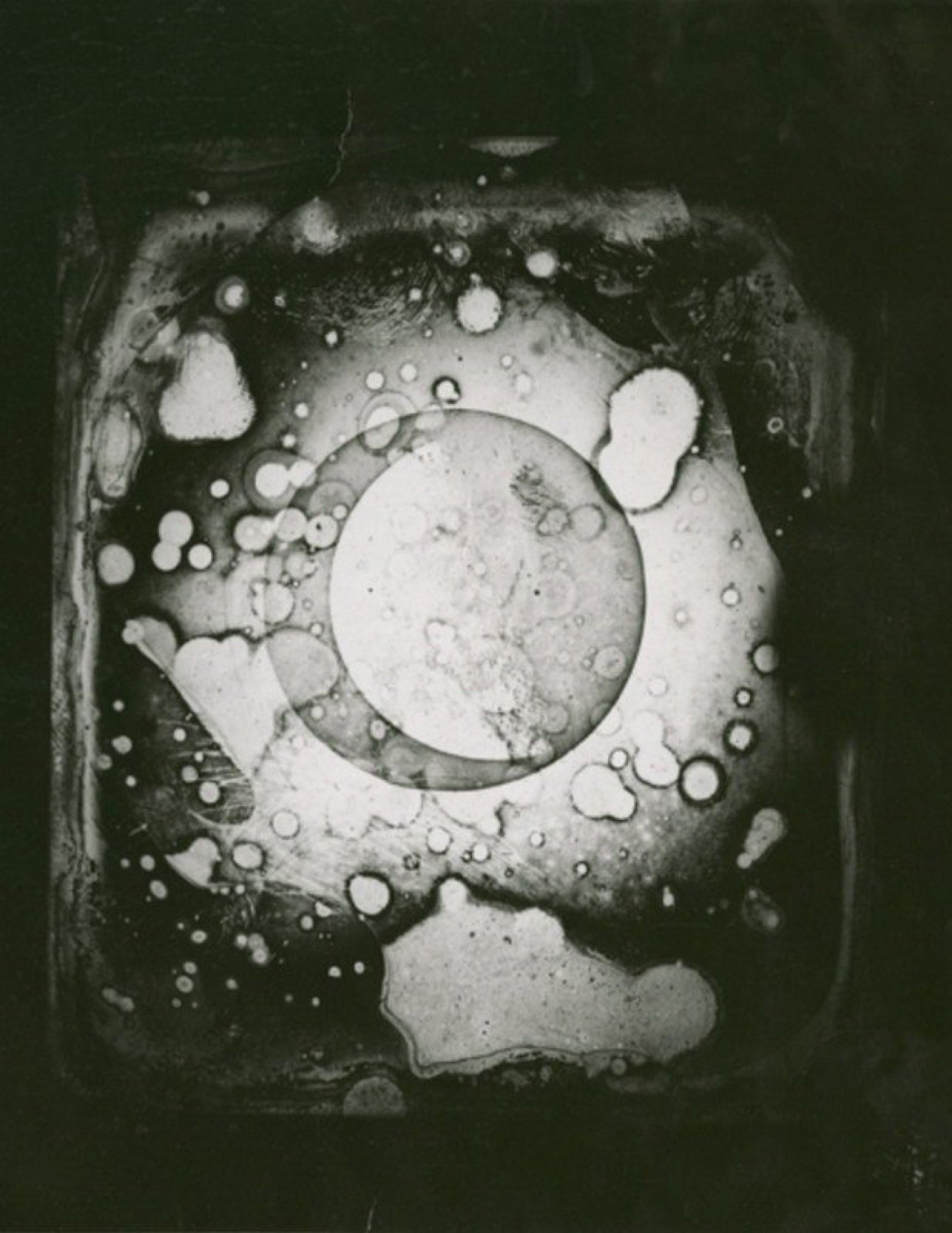
Daguerreotypie des abnehmenden Halbmondes von 1840

In den Morgenstunden des 25. Märzes 1840 gelang John William Draper in New York City mit einem entgegen der Erdrotation mitgeführten Teleskop der New York University die erste fotografische Aufnahme des Mondes.
Es folgte die Ära der hochpräzisen Mondkarten durch Beer, Mädler und andere, ab etwa 1880 die langbrennweitige Astrofotografie (siehe auch Pariser Mondatlas) und erste geologische Deutungen der Mondstrukturen. Anschauliche zeitgenössische Darstellungen der Mondoberfläche von 1930 durch Lucien Rudaux finden sich im Kosmos Handweiser für Naturfreunde, Heft 1/1930. Das durch die Raumfahrt (erste Mondumkreisung 1959) gesteigerte Interesse am Mond führte zur erstmaligen Beobachtung leuchtender Gasaustritte durch Kosyrew, doch die Vulkanismus-Theorie der Mondkrater musste der Deutung als Einschlagkrater weichen. Vorläufiger Höhepunkt waren die bemannten Mondlandungen 1969–1972, die dadurch ermöglichten zentimetergenauen Laser-Entfernungsmessungen und in den letzten Jahren die multispektrale Fernerkundung der Mondoberfläche sowie die genaue Vermessung ihres Schwerefeldes durch verschiedene Mondorbiter.

### Mythologische Anfänge

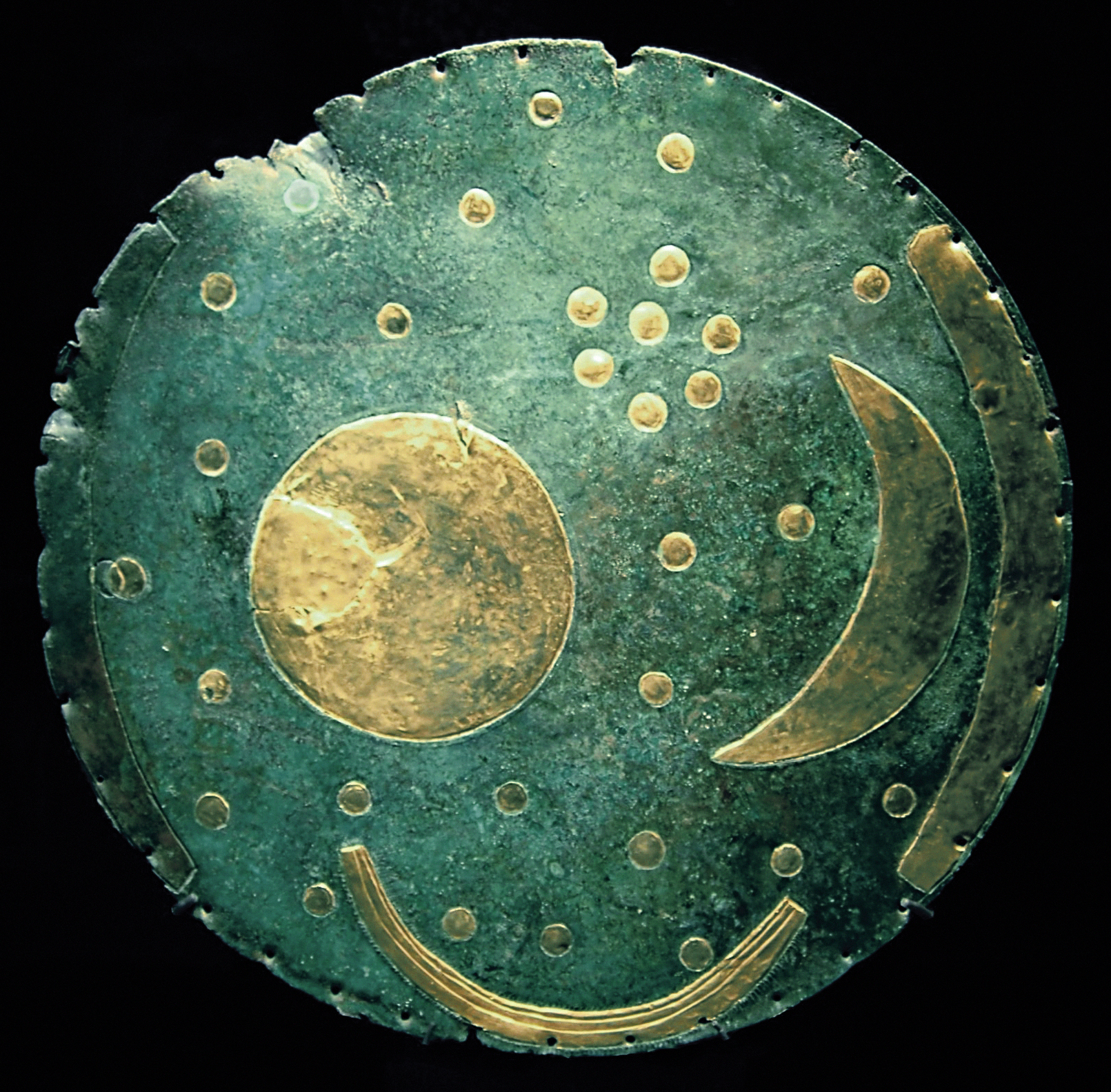
Himmelsscheibe von Nebra

Die älteste bekannte Darstellung des Mondes ist eine 5000 Jahre alte Mondkarte aus dem irischen Knowth. Als weitere historisch bedeutende Abbildung in Europa ist die Himmelsscheibe von Nebra zu nennen.
Das Steinmonument Stonehenge diente wahrscheinlich als Observatorium und war so gebaut, dass damit auch spezielle Positionen des Mondes vorhersagbar oder bestimmbar gewesen sind.
In vielen archäologisch untersuchten Kulturen gibt es Hinweise auf die große kultische Bedeutung des Mondes für die damaligen Menschen. Der Mond stellte meist eine zentrale Gottheit dar, als weibliche Göttin, zum Beispiel bei den Thrakern Bendis, bei den alten Ägyptern Isis, bei den Griechen Selene, Artemis und Hekate sowie bei den Römern Luna und Diana, oder als männlicher Gott wie beispielsweise bei den Sumerern Nanna, in Ägypten Thot, in Japan Tsukiyomi, bei den Azteken Tecciztecatl und bei den Germanen Mani. Fast immer wurden Sonne und Mond dabei als entgegengesetzt geschlechtlich gedacht, auch wenn die Zuordnung variierte. In China dagegen galt der Mond als Symbol für Westen, Herbst und Weiblichkeit (Yin).
Ein häufig vorkommendes Motiv ist das Bild von den drei Gesichtern der Mondgöttin: bei zunehmendem Mond die verführerische Jungfrau voller Sexualität, bei Vollmond die fruchtbare Mutter und bei abnehmendem Mond das alte Weib oder die Hexe mit der Kraft zu heilen, zum Beispiel bei den Griechen mit Artemis, Selene und Hekate sowie bei den Kelten Blodeuwedd, Morrígan und Ceridwen.
Der Mond als Himmelskörper ist Gegenstand von Romanen und Fiktionen, von Jules Vernes Doppelroman Von der Erde zum Mond und Reise um den Mond über Paul Linckes Operette Frau Luna oder Hergés zweibändigem Tim-und-Struppi-Comic-Abenteuer Reiseziel Mond und Schritte auf dem Mond bis hin zu der futuristischen Vorstellung einer Besiedelung des Mondes oder dem Reiseführer Reisen zum Mond von Werner Tiki Küstenmacher.

### Kalenderrechnung
Neben der mythologischen Verehrung nutzten Menschen schon sehr früh den regelmäßigen und leicht überschaubaren Rhythmus des Mondes für die Beschreibung von Zeitspannen und als Basis eines Kalenders, noch heute basiert der islamische Kalender auf dem Mondjahr mit 354 Tagen (12 synodische Monate). Mit dem Übergang zum Ackerbau wurde die Bedeutung des Jahresverlaufs für Aussaat und Ernte wichtiger. Um dies zu berücksichtigen, wurden zunächst nach Bedarf, später nach feststehenden Formeln wie zum Beispiel dem metonischen Zyklus Schaltmonate eingefügt, die das Mondjahr mit dem Sonnenjahr synchronisierten. Auf diesem lunisolaren Schema basieren zum Beispiel der altgriechische und der jüdische Kalender.
Die noch heute gebräuchliche Länge einer Woche von sieben Tagen basiert wahrscheinlich auf der zeitlichen Folge der vier hauptsächlichen Mondphasen (siehe oben). Bei der Osterrechnung spielt das Mondalter am letzten Tag des Vorjahres eine Rolle und heißt Epakte.
Von den alten Hochkulturen hatten einzig die alten Ägypter ein reines Sonnenjahr mit zwölf Monaten à 30 Tage sowie fünf Schalttage, das heißt ohne strengen Bezug zum synodischen Monat von 29,5 Tagen, vermutlich, weil für die ägyptische Kultur die genaue Vorhersage der Nilüberschwemmungen und damit der Verlauf des Sonnenjahres überlebensnotwendig war.

## Forschungsgeschichte
Wissenschaftliche Teildisziplinen, die sich mit der Untersuchung des Mondes befassen, tragen nach dem griechischen Wort für Mond, Σελήνη (Selene) gebildete Namen. Es sind:
- Selenologie, auch Geologie des Mondes, beschäftigt sich mit seiner Entstehung, seinem Aufbau und seiner Entwicklung sowie mit der Entstehung der beobachteten Strukturen und den dafür verantwortlichen Prozessen.
- Selenographie ist die Erfassung und Bezeichnung von Oberflächenstrukturen des Mondes, insbesondere das Erstellen von Mondkarten.
- Selenodäsie, befasst sich mit der Vermessung des Mondes und seines Schwerefeldes.

### Erdgebundene Erforschung

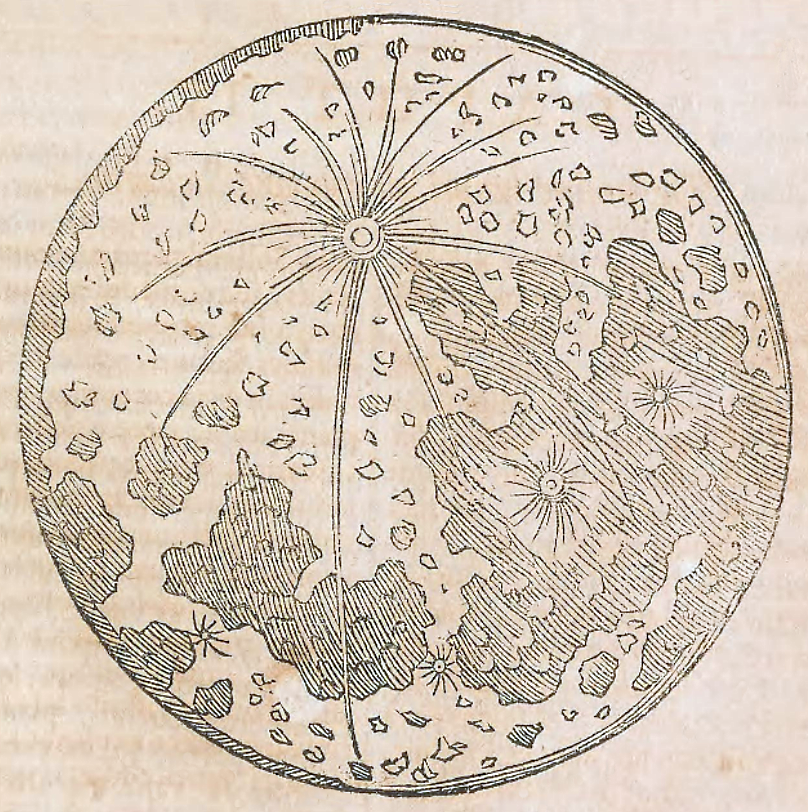
Eine gedruckte Darstellung des Vollmonds auf Seite 9 im vierten Kapitel des ersten Buches der „Ars magna lucis et umbrae“ des Jesuiten Athanasius Kircher (* 1602; † 1680) in der in Amsterdam veröffentlichten ersten Ausgabe aus dem Jahr 1646

Die früheste grobe Mondkarte mit Konturen der Albedomerkmale und dem ersten Versuch einer Nomenklatur skizzierte William Gilbert im Jahr 1600 nach dem bloßen Auge. Die erste, wenn auch ebenfalls nur skizzenhafte Darstellung der mit einem Fernrohr sichtbaren Mondstrukturen stammt von Galileo Galilei (1609), die ersten brauchbaren stammen von Johannes Hevelius, der mit seinem Werk Selenographia sive Lunae Descriptio (1647) als Begründer der Selenographie gilt. In der Nomenklatur der Mondstrukturen setzte sich das System von Giovanni Riccioli durch, der in seinen Karten von 1651 die dunkleren Regionen als Meere (Mare, Plural: Maria) und die Krater nach Philosophen und Astronomen bezeichnete. Allgemein anerkannt ist dieses System jedoch erst seit dem 19. Jahrhundert.

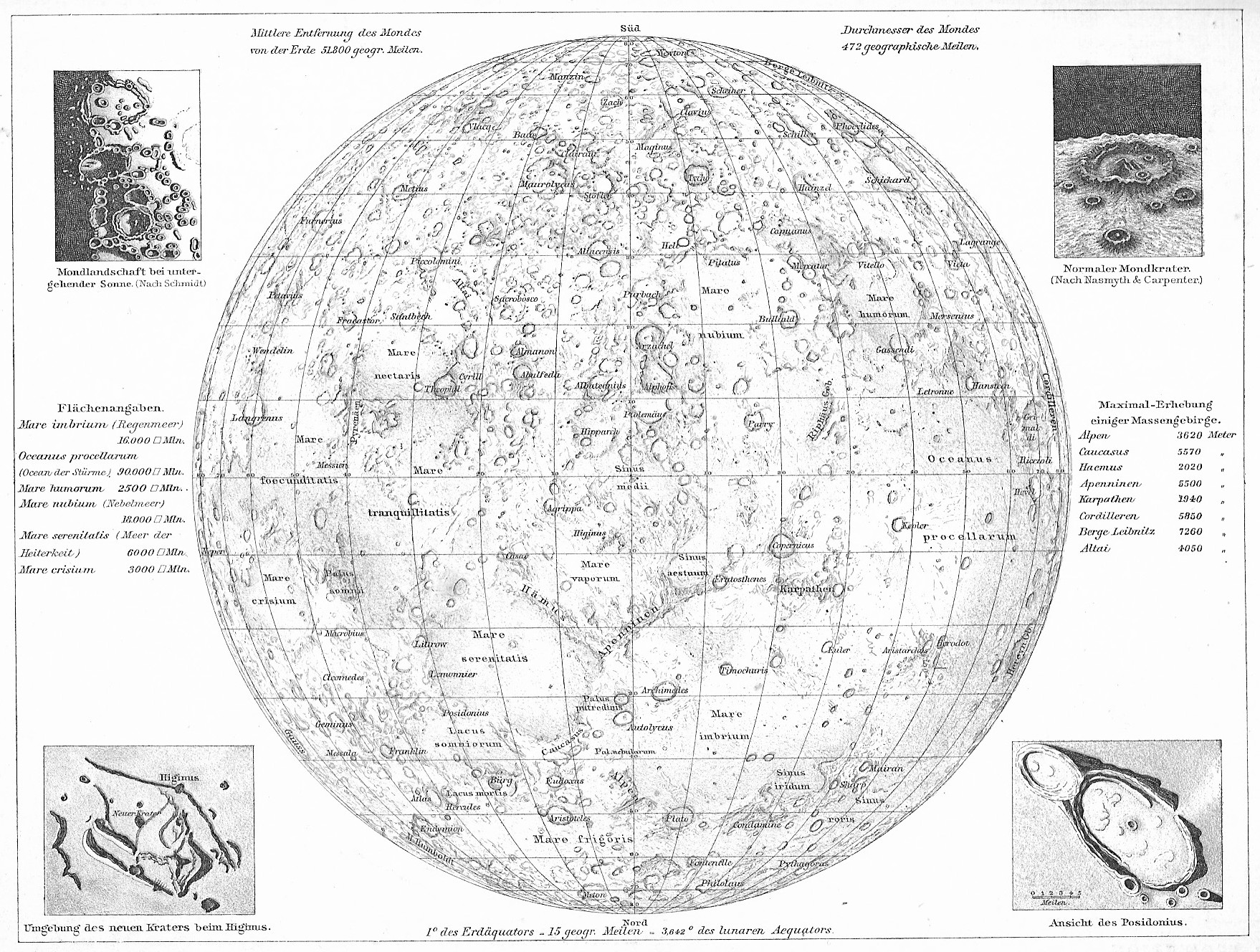
Gezeichnete Mondkarte von 1881 (Andrees Handatlas)

Tausende Detailzeichnungen von Mondbergen, Kratern und Wallebenen wurden von Johann Hieronymus Schroeter (1778–1813) angefertigt, der auch viele Mondtäler und Rillen entdeckte. Den ersten Mondatlas gaben Wilhelm Beer und Johann Heinrich Mädler 1837 heraus, ihm folgte bald eine lange Reihe fotografischer Atlanten.
Ende des 19. Jahrhunderts konnten bereits Aussagen über die Erscheinung des Mondes getroffen werden, die auch heute noch weitestgehend Gültigkeit besitzen. Der österreichische Geologe Melchior Neumayr traf diesbezüglich folgende Aussage:

„Drei Erscheinungen sind es namentlich, welche dem Monde eine überaus seltsame, fremdartige Physiognomie verleihen: das Fehlen einer Atmosphäre, das Nichtvorhandensein von Wasser an der Oberfläche und das Vorherrschen kraterförmiger Ringgebirge in der Oberflächengestaltung.“

Allerdings war die tatsächliche Entstehung dieser Krater bis zu diesem Zeitpunkt noch ungewiss. Neumayr nahm infolgedessen den Vulkanismus als die wahrscheinlichste Ursache dafür an:

„Weitaus am verbreitetsten sind ringförmige Berge, welche in ihrer ganzen Bildung in der auffallendsten Weise an unsere irdischen Vulkane erinnern, und man nimmt in der Regel an, daß diese Gebilde in der That auf eruptive Thätigkeit zurückzuführen seien.“

Neumayr gibt an, dass sich einzelne Gebirge mehr als 8000 m über ihre Umgebung erhöben. Die Höhenbestimmung von Kratern, Gebirgen und Ebenen war mit teleskopischen Beobachtungen jedoch sehr problematisch und erfolgte meist durch Analyse von Schattenlängen, wofür Josef Hopmann im 20. Jahrhundert Spezialmethoden entwickelte. Erst durch die Sondenkartierungen kennt man verlässliche Werte: Die Krater, mit Durchmessern bis zu 300 km, wirken zwar steil, sind aber nur wenige Grad geneigt, die höchsten Erhebungen hingegen erreichen eine Höhe von bis zu 10 km über dem mittleren Niveau.

### Erforschung mit ersten Raumfahrzeugen
Den zweiten großen Sprung der Fortschritte in der Mondforschung eröffnete dreieinhalb Jahrhunderte nach der Erfindung des Fernrohrs der Einsatz der ersten Mondsonden. Die sowjetische Sonde Luna 1 kam dem Mond rund 6000 km nahe, Luna 2 traf ihn schließlich und Luna 3 lieferte die ersten Bilder von seiner Rückseite. Die Qualität der Karten wurde in den 1960er Jahren deutlich verbessert, als zur Vorbereitung des Apollo-Programms eine Kartierung durch die Lunar-Orbiter-Sonden aus einer Mondumlaufbahn heraus stattfand. Die heute genauesten Karten stammen aus den 1990ern durch die Clementine- und Lunar-Prospector-Missionen.
Das US-amerikanische Apollo- und das sowjetische Luna-Programm brachten mit neun Missionen zwischen 1969 und 1976 insgesamt 382 Kilogramm Mondgestein von der Mondvorderseite zur Erde; die folgende Tabelle gibt einen Überblick darüber.
| Landedatum         | Mission   | Menge    | Landestelle                          |
| ------------------ | --------- | -------- | ------------------------------------ |
| 20. Juli 1969      | Apollo 11 | 21,6 kg  | Mare Tranquillitatis                 |
| 19. November 1969  | Apollo 12 | 34,3 kg  | Oceanus Procellarum                  |
| 20. September 1970 | Luna 16   | 100 g    | Mare Fecunditatis                    |
| 5. Februar 1971    | Apollo 14 | 42,6 kg  | Fra-Mauro-Hochland                   |
| 30. Juli 1971      | Apollo 15 | 77,3 kg  | Hadley-Apenninen (Mare und Hochland) |
| 21. Februar 1972   | Luna 20   | 30 g     | Apollonius-Hochland                  |
| 20. April 1972     | Apollo 16 | 95,7 kg  | Descartes                            |
| 11. Dezember 1972  | Apollo 17 | 110,5 kg | Taurus-Littrow (Mare und Hochland)   |
| 18. August 1976    | Luna 24   | 170 g    | Mare Crisium                         |

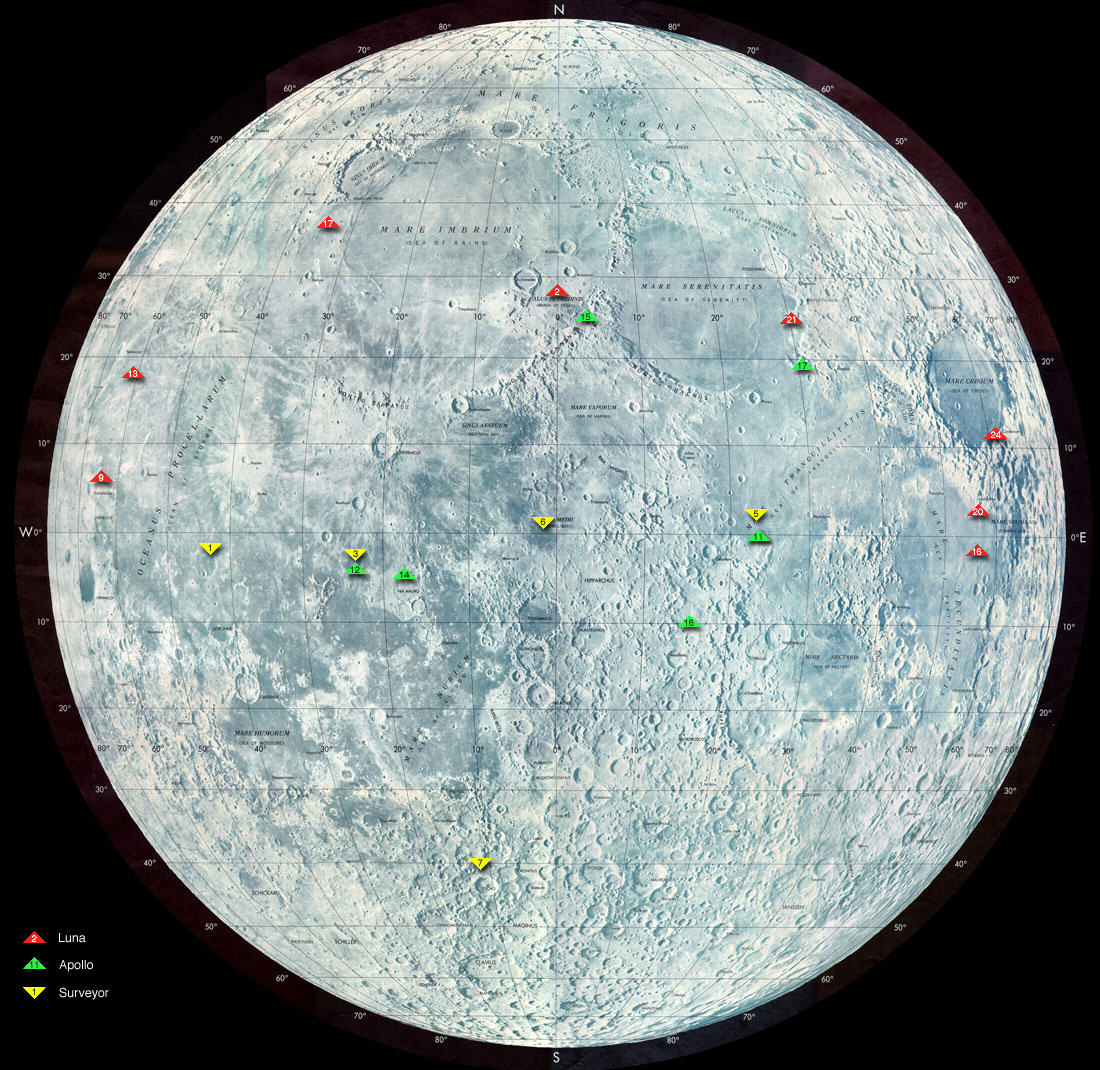
Karte der Landestellen der bemannten und unbemannten Missionen bis 1976

1979 wurde der erste Mondmeteorit in der Antarktis entdeckt, dessen Herkunft vom Mond allerdings erst einige Jahre später durch Vergleiche mit den Mondproben erkannt wurde. Mittlerweile kennt man noch mehr als zwei Dutzend weitere. Diese bilden eine komplementäre Informationsquelle zu den Gesteinen, die durch die Mondmissionen zur Erde gebracht wurden: Während man bei den Apollo- und Lunaproben die genaue Herkunft kennt, dürften die Meteorite, trotz der Unkenntnis ihres genauen Herkunftsortes auf dem Mond, repräsentativer für die Mondoberfläche sein, da einige aus statistischen Gründen auch von der Rückseite des Mondes stammen sollten.

### Menschen auf dem Mond

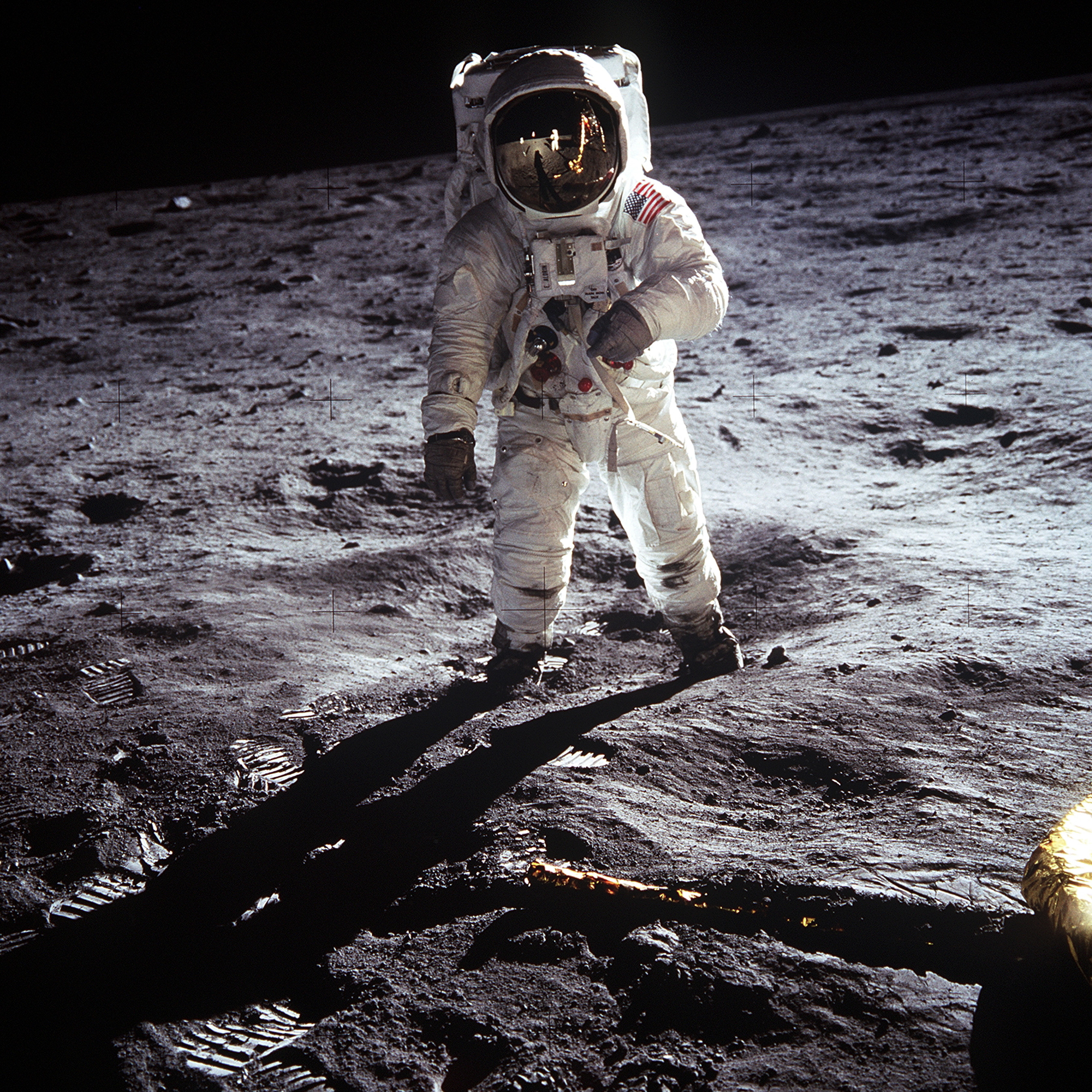
Buzz Aldrin am 21. Juli 1969 (UTC/Apollo 11)

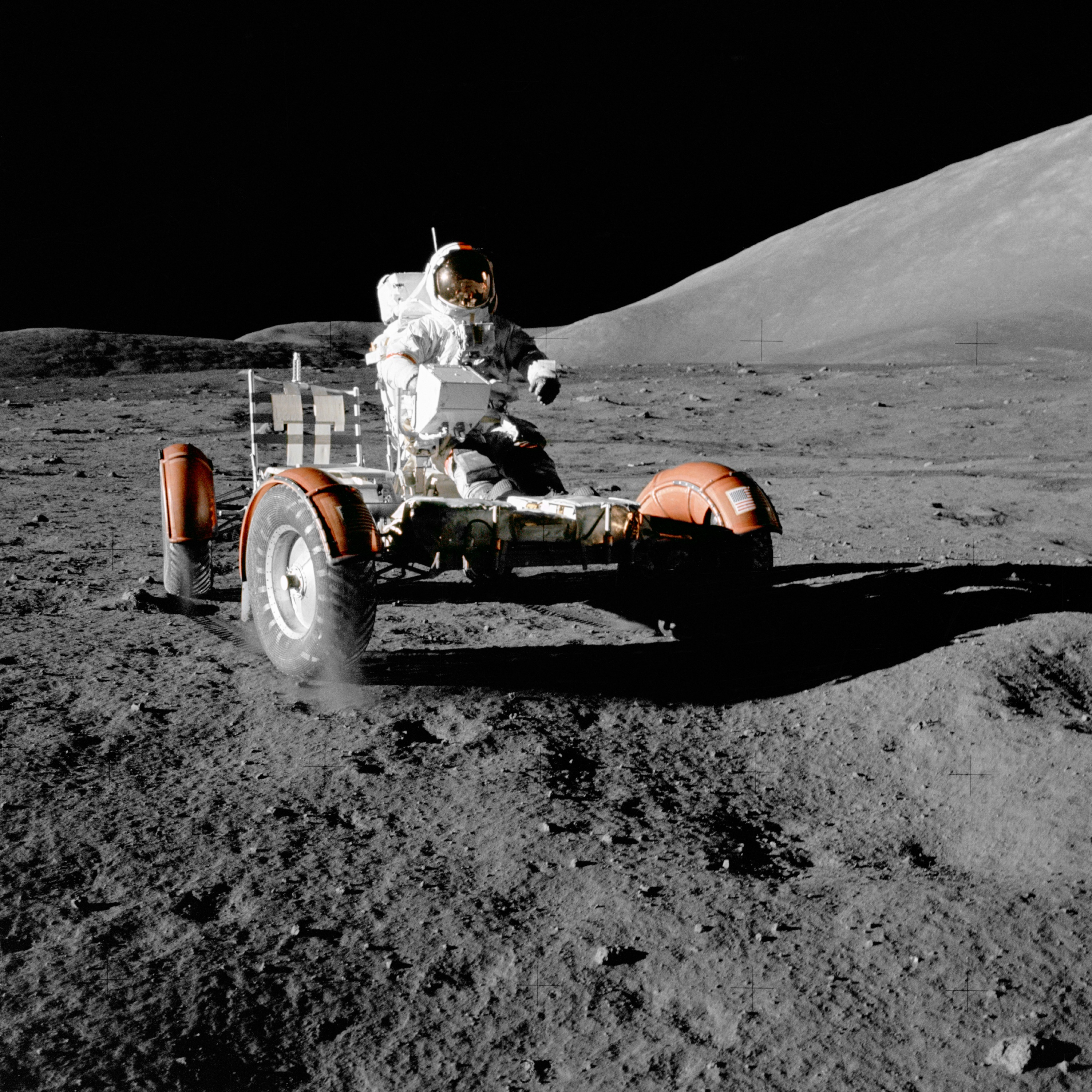
Eugene Cernan am 11. Dezember 1972 mit Mondrover

Der Mond ist nach der Erde bisher der einzige von Menschen betretene Himmelskörper. Im Rahmen des Kalten Kriegs unternahmen die USA und die UdSSR einen Wettlauf zum Mond (auch bekannt als „Wettlauf ins All“) und in den 1960er Jahren als Höhepunkt einen Anlauf zu bemannten Mondlandungen, die jedoch nur mit dem Apollo-Programm der Vereinigten Staaten verwirklicht wurden. Das bemannte Mondprogramm der Sowjetunion wurde daraufhin abgebrochen.
Am 21. Juli 1969 UTC setzte mit Neil Armstrong der erste von zwölf Astronauten im Rahmen des Apollo-Programms seinen Fuß auf den Mond. Nach sechs erfolgreichen Missionen wurde das Programm 1972 wegen der hohen Kosten eingestellt; als bisher letzter Mensch verließ am 14. Dezember 1972 Eugene Cernan den Mond.
Die folgende Tabelle führt die zwölf Männer auf, die den Mond betreten haben. Alle waren Bürger der USA.
| #   | Mission und Datum           | Astronauten                |
| --- | --------------------------- | -------------------------- |
| 01. | Apollo 11 21. Juli 1969     | Neil Armstrong (1930–2012) |
| 02. | Apollo 11 21. Juli 1969     | Buzz Aldrin (* 1930)       |
| 03. | Apollo 12 19. November 1969 | Pete Conrad (1930–1999)    |
| 04. | Apollo 12 19. November 1969 | Alan Bean (1932–2018)      |
| 05. | Apollo 14 5. Februar 1971   | Alan Shepard (1923–1998)   |
| 06. | Apollo 14 5. Februar 1971   | Edgar Mitchell (1930–2016) |
| 07. | Apollo 15 31. Juli 1971     | David Scott (* 1932)       |
| 08. | Apollo 15 31. Juli 1971     | James Irwin (1930–1991)    |
| 09. | Apollo 16 21. April 1972    | John Young (1930–2018)     |
| 10. | Apollo 16 21. April 1972    | Charles Duke (* 1935)      |
| 11. | Apollo 17 11. Dezember 1972 | Eugene Cernan (1934–2017)  |
| 12. | Apollo 17 11. Dezember 1972 | Harrison Schmitt (* 1935)  |

Daneben haben noch weitere zwölf US-Raumfahrer des Apollo-Programms den Mond besucht, jedoch ohne auf ihm zu landen. Dazu zählen die sechs Piloten Michael Collins, Richard Gordon, Stuart Roosa, Alfred Worden, Ken Mattingly und Ronald Ellwin Evans der jeweils im Mondorbit wartenden Kommandokapseln, sowie die Erstbesucher Frank Borman, Jim Lovell und William Anders mit Apollo 8 am 24. Dezember 1968, mit Apollo 10 Tom Stafford mit John Young und Eugene Cernan bei ihrem ersten Mondflug, und mit Apollo 13 noch mal Jim Lovell sowie Jack Swigert und Fred Haise, die wegen einer Panne auf dem Hinflug nur ein Swing-by-Manöver am Mond unternahmen.

### Mondsonden seit den 1990er Jahren

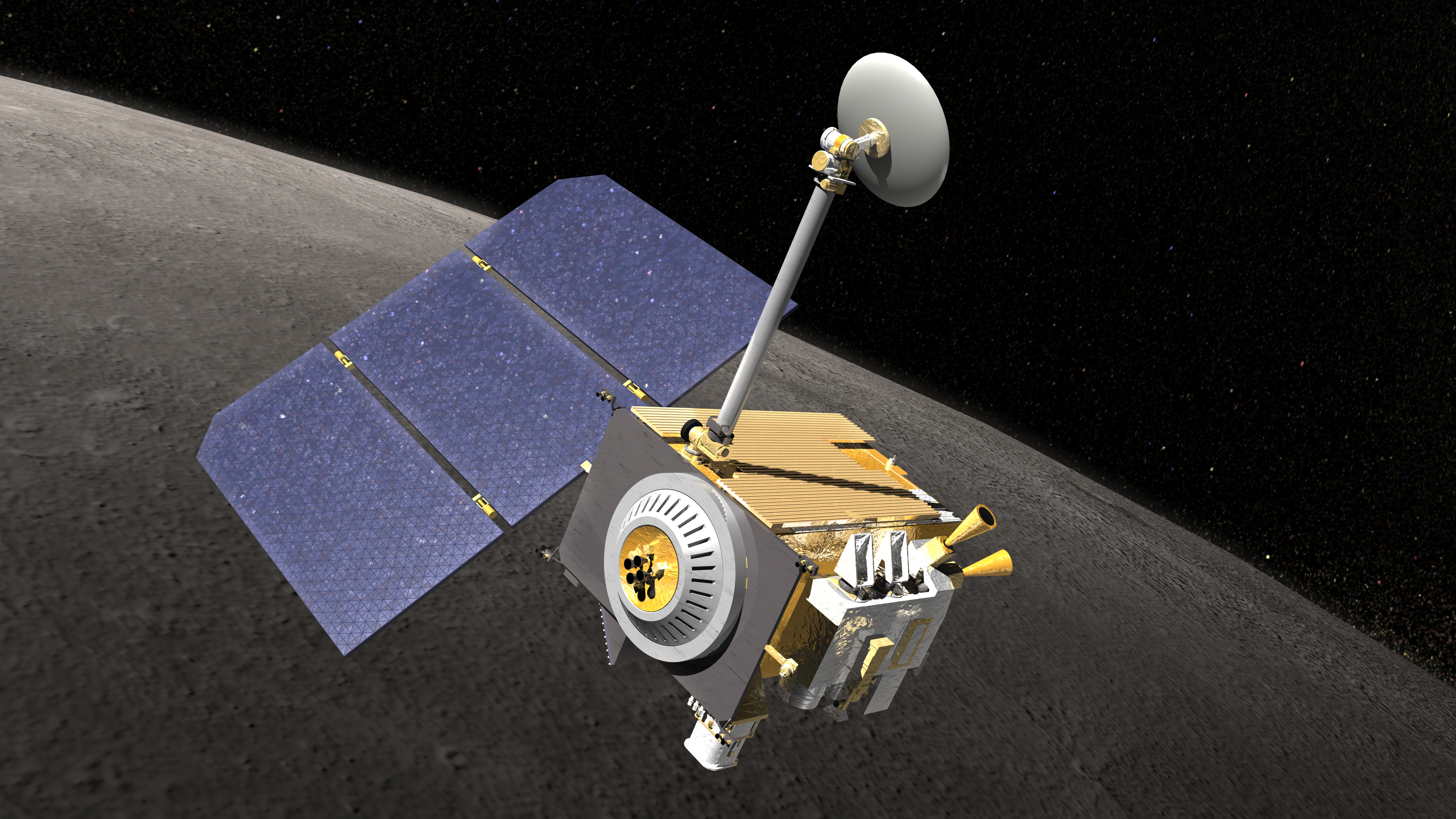
Darstellung des LRO

Nach einer Pause in der gesamten Mondraumfahrt von gut 13 Jahren startete am 24. Januar 1990 die japanische Experimentalsonde Hiten ohne wissenschaftliche Nutzlast. Sie setzte am 19. März desselben Jahres in einer Mondumlaufbahn die Tochtersonde Hagoromo aus, schwenkte am 15. Februar 1992 selbst in einen Mondorbit ein und schlug am 10. April 1993 auf den Mond auf.
Am 25. Januar 1994 startete die US-amerikanische Raumsonde Clementine zum Mond, um dort neue Geräte und Instrumente zu testen. Am 19. Februar 1994 erreichte sie eine polare Mondumlaufbahn und kartierte von dort aus etwa 95 % der Mondoberfläche. Neben den zahlreichen Fotografien lieferte sie Hinweise auf Vorkommen von Wassereis am lunaren Südpol. Im Mai desselben Jahres vereitelte eine fehlerhafte Triebwerkszündung den geplanten Weiterflug zum Asteroiden Geographos. Die Sonde ist seit Juni 1994 außer Betrieb.
Am 24. Oktober 2007 hatte die Volksrepublik China ihre erste Mondsonde Chang’e 1 gestartet. Chang’e 1 erreichte den Mond am 5. November, und umkreiste ihn über die Pole für etwa ein Jahr. Sie analysierte die Mondgesteine spektroskopisch und kartografierte die Mondoberfläche dreidimensional, wobei auch erstmals eine umfassende Mikrowellenkarte des Mondes entstand, die auch Bodenschätze anzeigt. Chang’e-1 schlug am 1. März 2009 gezielt auf dem Mond auf (siehe auch: Mondprogramm der Volksrepublik China). Die ursprüngliche Ersatzsonde von Chang’e 1 wurde zur Nachfolgesonde Chang’e 2. Sie umkreiste den Mond vom 6. Oktober 2010 bis zum 9. Juni 2011 und bereitete die weiche Landung für Chang’e 3 vor.
Der Start der indischen Mondsonde Chandrayaan-1, und damit der ersten Raumsonde Indiens, erfolgte am 22. Oktober 2008. Sie hat zu Beginn ihrer Mission am 14. November aus ihrer polaren Umlaufbahn einen Lander in der Nähe des lunaren Südpols hart aufschlagen lassen. Weiters sollte unter anderem eine mineralogische, eine topografische und eine Höhenkarte des Mondes erstellt werden. Die Mission sollte zwei Jahre dauern, der Kontakt brach jedoch am 29. August 2009 vorzeitig ab.
Am 23. Juni 2009 um 9:47 UTC schwenkte der Lunar Reconnaissance Orbiter (LRO) der NASA auf eine polare Umlaufbahn ein, um den Mond in einer Höhe von 50 km mindestens ein Jahr lang zu umkreisen und dabei Daten für die Vorbereitung zukünftiger Landemissionen zu gewinnen. Die Geräte der US-amerikanischen Sonde liefern die Basis für hochaufgelöste Karten der gesamten Mondoberfläche (Topografie, Orthofotos mit 50 cm Auflösung, Indikatoren für Vorkommen von Wassereis) und Daten zur kosmischen Strahlenbelastung. Es wurden 5185 Krater mit einem Durchmesser von mindestens 20 km erfasst. Aus deren Verteilung und Alter wurde geschlossen, dass bis vor 3,8 Milliarden Jahren hauptsächlich größere Brocken den Mond trafen, danach vorwiegend kleinere. Die Raumsonde LRO entdeckte auch Grabenstrukturen auf der Mond-Rückseite. Wann die Mission enden soll, ist noch nicht bekannt.

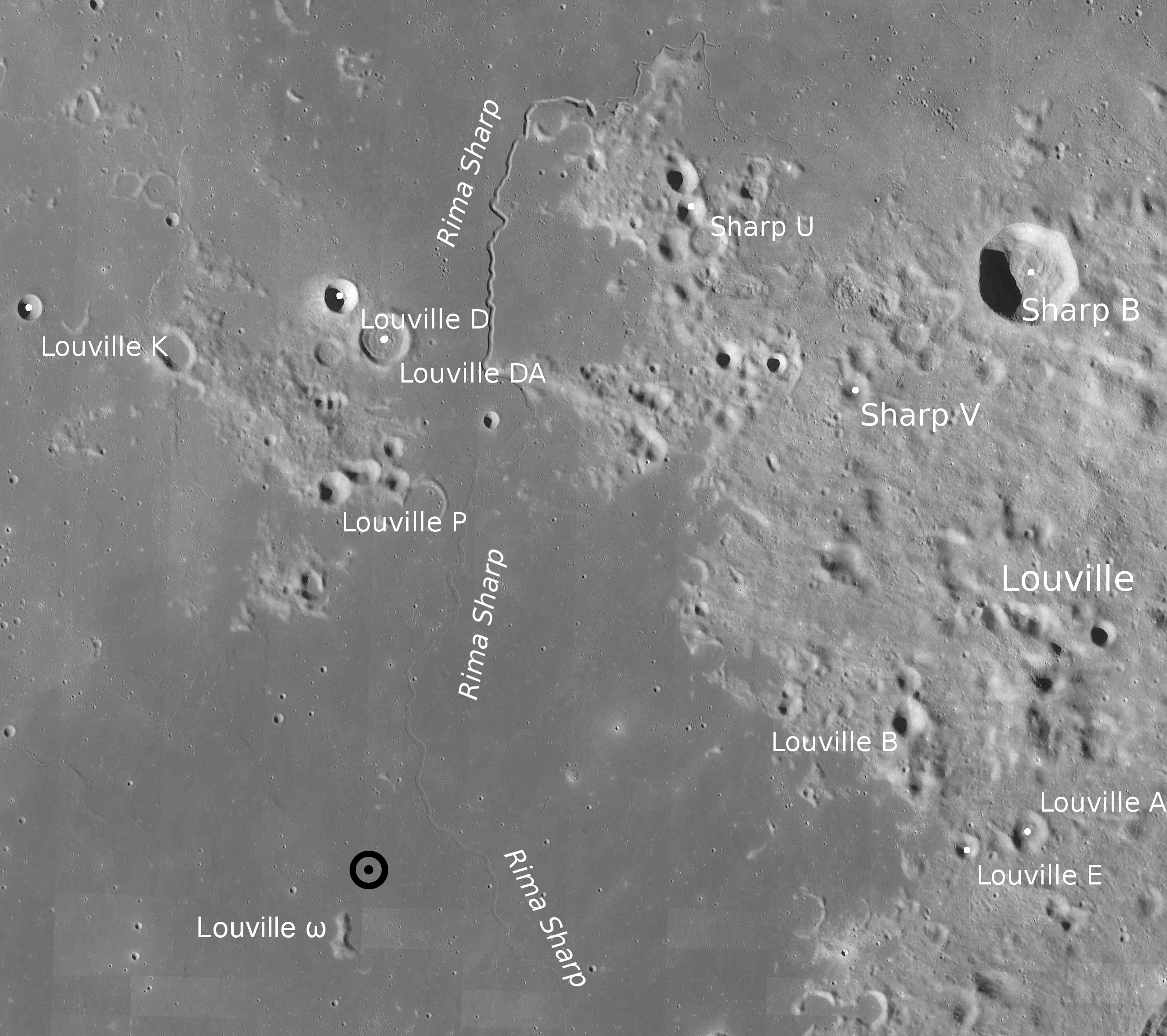
Landestelle von Chang’e 5 nahe dem Massiv Louville ω (gesprochen: Louville Omega) westlich der Mondrille Rima Sharp

Am 14. Dezember 2013 führte die Nationale Raumfahrtbehörde Chinas mit Chang’e 3 ihre erste weiche Mondlandung durch. Die rund 3,7 Tonnen schwere Sonde diente u. a. dem Transport des 140 kg schweren Mondrovers Jadehase, der mit einem Radionuklid-Heizelement ausgestattet war, um während der 14-tägigen Mondnacht nicht einzufrieren. Nachdem mit der Sonde Chang’e 4 am 3. Januar 2019 erstmals in der Geschichte der Raumfahrt eine Landung auf der erdabgewandten Seite des Mondes gelungen war, brachte Chang’e 5 im Dezember 2020 in der Nähe des Mons Rümker auf der Mondvorderseite entnommene Bodenproben im Gesamtgewicht von 1731 g zur Erde zurück.
Russland versuchte mit der am 10. August 2023 gestarteten Landesonde Luna 25 das 1976 beendete sowjetische Mondforschungsprogramm fortzuführen. Die Mission scheiterte jedoch mit dem Absturz der Sonde auf dem Mond am 19. August 2023. Wenige Tage später gelang Indien mit der Sonde Chandrayaan-3 eine erste unbemannte Mondlandung. Der erste US-amerikanische Versuch, 50 Jahre nach dem Apollo-Programm zunächst unbemannt zur Mondoberfläche zurückzukehren, scheiterte hingegen im Januar 2024 an einem Treibstoffleck. Im selben Monat gelang Japan mit dem Smart Lander for Investigating Moon (SLIM) als fünftem Land eine weiche Mondlandung. Am 22. Februar 2024 landete die NASA-Sonde Odysseus des Raumfahrtunternehmens Intuitive Machines erfolgreich auf dem Mond.

### Geplante Erkundungsmissionen im 21. Jahrhundert

#### Neue bemannte Mondprogramme
Konkrete Pläne für eine Rückkehr zum Mond zeichneten sich erst wieder durch Ankündigungen des damaligen US-Präsidenten George W. Bush und der NASA im Jahr 2004 ab. Das daraus entstandene Constellation-Programm wurde 2010 wegen Terminüberschreitungen und ausufernder Kosten eingestellt und kurz darauf durch das SLS/Exploration-Mission-Programm ersetzt, das von denselben Problemen geplagt ist. Nachdem sich der Plantermin für die nächste Mondlandung auf 2028 verschoben hatte, ergriff 2019 die Regierung unter Donald Trump die Initiative und forderte eine Rückkehr zum Mond bis 2024. Dieses als Artemis-Programm bezeichnete Projekt soll „nachhaltig“ sein und mit einer Landung in der Südpolregion beginnen.
Neben der NASA möchten auch China und Russland in den 2030er Jahren mit eigenen Raumschiffen und Raumfahrern die Mondoberfläche erreichen, Indien in den 2040ern.

#### Geplante Mondsonden
Im Jahr 2024 soll der 4. Schritt des Mondprogramms der Volksrepublik China beginnen, die Erkundung der Polregion.[veraltet] Mit den drei Sonden Chang’e 6, Chang’e 7 und Chang’e 8 soll hierbei der Aufbau einer zunächst zeitweise, später permanent besetzten Mondbasis am südlichen Rand des Südpol-Aitken-Beckens auf der erdabgewandten Seite des Mondes vorbereitet werden.
Nach ersten Fehlschlägen planen verschiedene Unternehmen aus den USA, Japan und Israel den Start weiterer privat finanzierter Mondsonden in den Jahren ab 2024.[veraltet]

## Status als einziger Erdmond bzw. -Begleiter
Gelegentlich treten kleine Asteroiden von wenigen Metern Größe für einige Monate bis Jahre in den Erdorbit ein und werden so zu einem zweiten Erdmond. Darüber hinaus besitzt die Erde viele weitere kleine koorbitale Objekte mit bis zu 300 Metern Größe auf verschiedenen anderen Bahnen und damit weitere Begleiter. In beiderlei Hinsicht ist der Mond aber der mit Abstand größte koorbitale Begleiter der Erde.

## Eigene Monde bzw. Begleiter
Bisher sind im Sonnensystem keine Monde von Monden bekannt, auch nicht beim Erdmond. Falls er welche besitzt, sind sie winzig und wurden deshalb nie entdeckt. Der Mond hat dennoch definitiv kleine Begleiter in anderen Bahnen, zum Beispiel in seinen Lagrange-Punkten L4 und L5 je eine Staubwolke, die Kordylewskischen Wolken, mit Teilchen von teilweise mehreren Zentimetern Größe.

## Trivia

### Eigentumsverhältnisse
Der Weltraumvertrag (Outer Space Treaty) von 1967 verbietet Staaten, einen Eigentumsanspruch auf Weltraumkörper wie den Mond zu erheben. Dieses Abkommen wurde bis heute von 109 Staaten der Vereinten Nationen ratifiziert und ist damit in Kraft. Da im Weltraumvertrag nur von Staaten die Rede ist, wird von manchen interpretiert, dass dieses Abkommen nicht für Firmen oder Privatpersonen gelte. 1979 wurde deshalb der Mondvertrag (Agreement Governing the Activities of States on the Moon and Other Celestial Bodies) entworfen, um diese vom Weltraumvertrag hinterlassene angebliche Gesetzeslücke zu schließen. Der „Moon-Treaty“-Entwurf hatte explizit die Besitzansprüche von Firmen und Privatpersonen adressiert und ausgeschlossen (Artikel 11, Absatz 2 und 3). Aus diesem Grund wird das „Moon Treaty“ oft als Hindernis für Grundstücksverkäufe zitiert; nur wurde dieses Abkommen tatsächlich nie unterschrieben oder in den Vereinten Nationen korrekt ratifiziert. Nur fünf Staaten, die alle nicht weltraumgängig sind, haben versucht, es zu ratifizieren. 187 andere Staaten sowie die USA, Russland und China haben es nicht unterschrieben und auch nicht ratifiziert. Das „Moon Treaty“ ist deshalb heute in den meisten Ländern der Erde nicht in Kraft. Die wählenden Staaten hatten damals zu viele Bedenken, dass es die profitable Nutzung des Mondes gefährden könnte, und somit wurde das Abkommen auch nicht ratifiziert (und deshalb nicht Gesetz). Daraus schlussfolgern einige, dass eine Rechtsgrundlage für Mond-Grundstücksverkäufe existiere. Es sollte ebenfalls darauf hingewiesen werden, dass die Internationale Astronomische Union sich nicht mit dem Verkauf von Himmelskörpern befasst.
Der Amerikaner Dennis M. Hope meldete 1980 beim Grundstücksamt von San Francisco seine Besitzansprüche auf den Mond an. Da niemand in der nach amerikanischem Recht ausgesetzten Frist von acht Jahren Einspruch erhob und da der Weltraumvertrag solche Verkäufe durch Privatpersonen in den USA explizit nicht verbietet, vertreibt Hope die Grundstücke über seine dafür gegründete Lunar Embassy. Da allerdings das Grundstücksamt in San Francisco für Himmelskörper nicht zuständig ist und von Hope sowohl das Gesetz, das solche Besitzansprüche regelt, als auch der Text aus dem Weltraumvertrag sehr abenteuerlich interpretiert wurden, sind die „Grundstückszertifikate“, die er verkauft, praktisch wertlos.
Der amerikanische Politiker Newt Gingrich betrieb im Jahr 1981 erfolglos eine Gesetzesinitiative für eine „Northwest Ordinance for Space“, welche die Aufnahme des Mondes als Bundesstaat der USA ermöglichen sollte, sobald die Zahl von 13.000 Einwohnern erreicht war. Als er sich im Jahr 2012 (vergeblich) um die Nominierung als Kandidat der Republikaner für die Präsidentschaftswahl 2012 bewarb, stellte er für den Fall seiner Präsidentschaft die Einrichtung einer Weltraumkolonie auf dem Mond in Aussicht, wobei er sich auf das damalige Gesetzesvorhaben bezog.

### Mondkolonisation

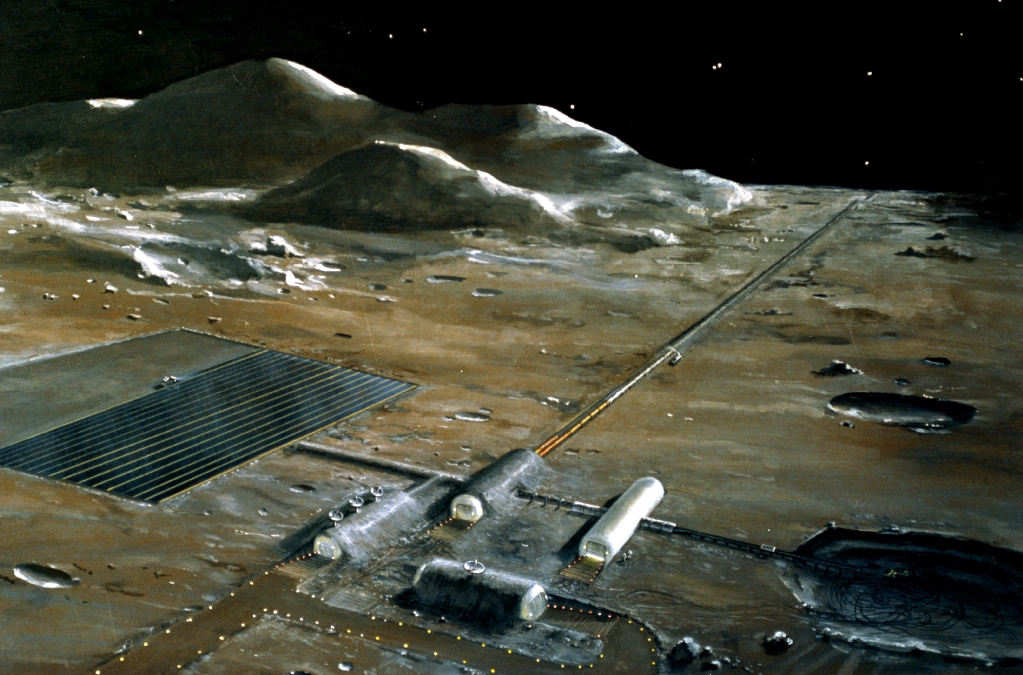
NASA-Illustration zu einer Studie, wie Rohstoffe aus Mondmaterial gewonnen und auf Fluchtgeschwindigkeit gebracht werden könnten (1977)

Die Errichtung von dauerhaften Außenposten und Kolonien auf dem Mond wurde bereits vor der Erfindung der Raumfahrt diskutiert und spielt nach wie vor in der Science-Fiction-Literatur eine Rolle. Eine NASA-Studie zum Bergbau auf dem Mond listete 1979 die dafür notwendige Technologieentwicklung auf.

### Suche nach außerirdischer Intelligenz
Der Mond könnte auch Hinweise für die Suche nach außerirdischen Zivilisationen liefern. Wissenschaftler wie Paul Davies halten eine Suche nach Artefakten und Überresten extraterrestrischer Technologie auf der lunaren Oberfläche für förderlich.

### Können irdische Mikroben ein längeres Verweilen auf dem Mond überleben?
Möglicherweise befanden sich in dem durch die Apollo-12-Mission geborgenen Kameragehäuse der Sonde Surveyor 3 Mikroben 31 Monate lang auf dem Erdtrabanten und waren danach zur Vermehrung fähig. Für Details und weitere Ereignisse siehe Kontamination des Mondes.